# Religião etrusca

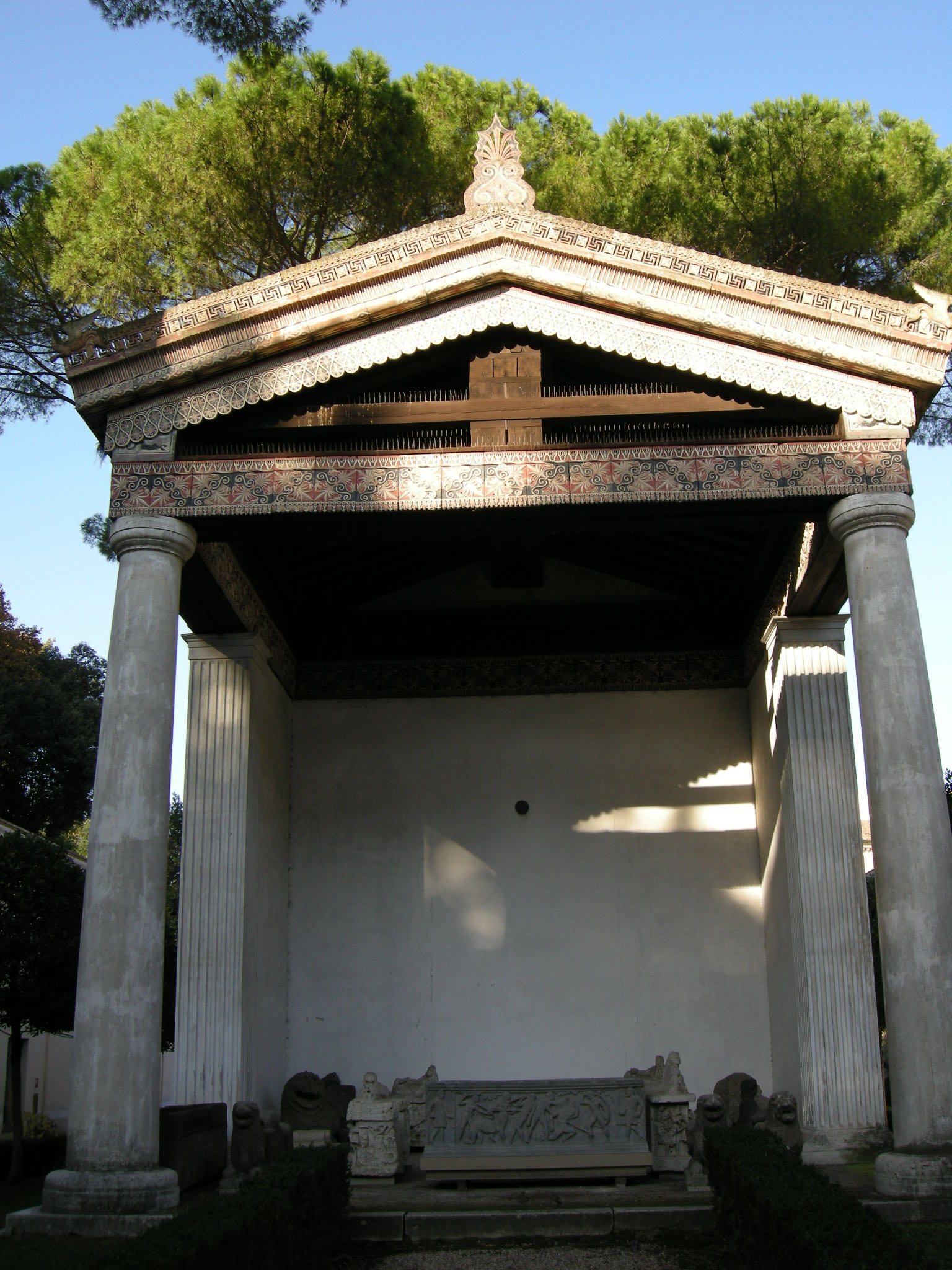
Reconstrução de um templo etrusco, Museo di Villa Giulia, Roma, que é fortemente influenciado pelos estudos do Templo de Apolo em Portonaccio (Veios)

A religião etrusca compreende um conjunto de histórias, crenças e práticas religiosas da civilização etrusca, originada no século VIII a.C. com ligações da anterior cultura Villanova da Idade do Ferro, fortemente influenciada pela mitologia da Grécia Antiga e da Fenícia, e compartilhando semelhanças com a religião e mitologia romana simultânea. Como a civilização etrusca foi assimilada na República Romana no século IV a.C., a religião e a mitologia etruscas foram parcialmente incorporadas à cultura romana antiga, seguindo a tendência romana de absorver alguns dos deuses e costumes locais das terras conquistadas.
O sistema etrusco de crença era um politeísmo imanente; isto é, todos os fenômenos visíveis eram considerados manifestações do poder divino, e esse poder era incorporado em deidades que agiam continuamente no mundo, mas podiam ser dissuadidas ou persuadidas por homens mortais através do conhecimento delas e ritos. Eles acreditavam que sua religião lhes havia sido revelada pelos videntes, os dois principais sendo Tages, uma figura infantil nascida de terra cultivada que foi imediatamente presenteada com presciência, e Vegoia, uma figura feminina. Acreditavam em um contato íntimo com a divindade e não tomavam decisões sem a devida submissão, como na busca pela consulta aos deuses e sinais deles. Tais práticas foram assumidas posteriormente pelos romanos.

Mapa das áreas etruscas com as doze cidades da união, bem como outras cidades importantes fundadas por eles. O Mar Tirreno era o "mar de origem" dos etruscos e deve o seu nome

A origem da religião mítico-teísta dos etruscos―eles se chamavam Rasenna, com os gregos chamando-os de Tyrsener e com os romanos Tusci ou Etrusci―é praticamente obscura, assim como a origem especulativa desse próprio povo na ciência até hoje, que nunca formou um estado territorial, apenas uma liga de doze cidades culticamente englobadas. A última dessas doze cidades, Vetulônia, foi descoberta no século XIX pelo médico e arqueólogo italiano Isidoro Falchi. Em todo caso, eles só se tornaram tangíveis como um povo na Itália, em cujo ambiente cultural estiveram firmemente integrados. Sabemos mais detalhes sobre eles, além dos gregos, principalmente de fontes romanas, embora (tal como em Hesíodo) relatos bastante míticos e contraditórios, e essas fontes datam do século I a.C. no mínimo e são de seletivas a fragmentárias, e frequentemente unilaterais. Para complicar, a língua etrusca dificilmente é decifrada, embora possa ser lida, porque os etruscos usavam um alfabeto grego (a variante eubeia).
Especialmente em períodos posteriores, essa religião também foi fortemente influenciada pela mitologia grega. Por outro lado, a camada original é dificilmente reconhecível, nem mesmo seus mitos são conhecidos com mais precisão ou apenas através das tradições romanas, o mesmo se aplica à sua teologia e aspectos essenciais de seu culto, especialmente suas formas iniciais. Em contraste com as religiões pré-cristãs do Ocidente, era também uma religião de revelação profeticamente transmitida, que por sua vez fala mais por uma descendência oriental, bem como o estilo de arte na fase orientalizante da cultura etrusca, principalmente porque foi no Oriente que ocorreram primeiro tais religiões, no Egito, na Mesopotâmia, no judaísmo e no zoroastrismo, razão pela qual os paralelos são aqui frequentemente traçados.
Apesar das massivas influências gregas e de seu caráter misto, a religião etrusca é no cerne de sua essência completamente não grega, pois proclama a submissão total do homem à vontade divina, frente a qual o homem nada é. Para os etruscos, sua religião era, portanto, de importância central e penetrava profundamente no modo de vida individual. A assim chamada Etrusca disciplina (do latim disciplina: doutrina, instrução, ciência), consistindo em livros que eram cuidadosamente guardados pelos sacerdotes como conhecimento secreto e continham instruções precisas sobre como executar oráculos, providenciavam o modelo e regulações para isso. Nos tempos antigos, essa doutrina da interpretação dos sinais divinos, ou seja, a técnica de adivinhação (do latim divinare: ter uma inspiração divina) e do manejo correto do mundo divino foi famosa muito além da Etrúria. A leitura do fígado (haruspício), a interpretação do vôo dos pássaros (auspícios) e de relâmpagos (disciplina fulgural) eram tanto uma parte deste ensinamento como o procedimento correto para agrimensura, administração ou a construção de tubulações de água. Os textos originais das disciplinas foram em grande parte perdidos na época dos romanos. A cosmologia relacionada é extraordinariamente complexa e também apenas preservada em seus contornos.

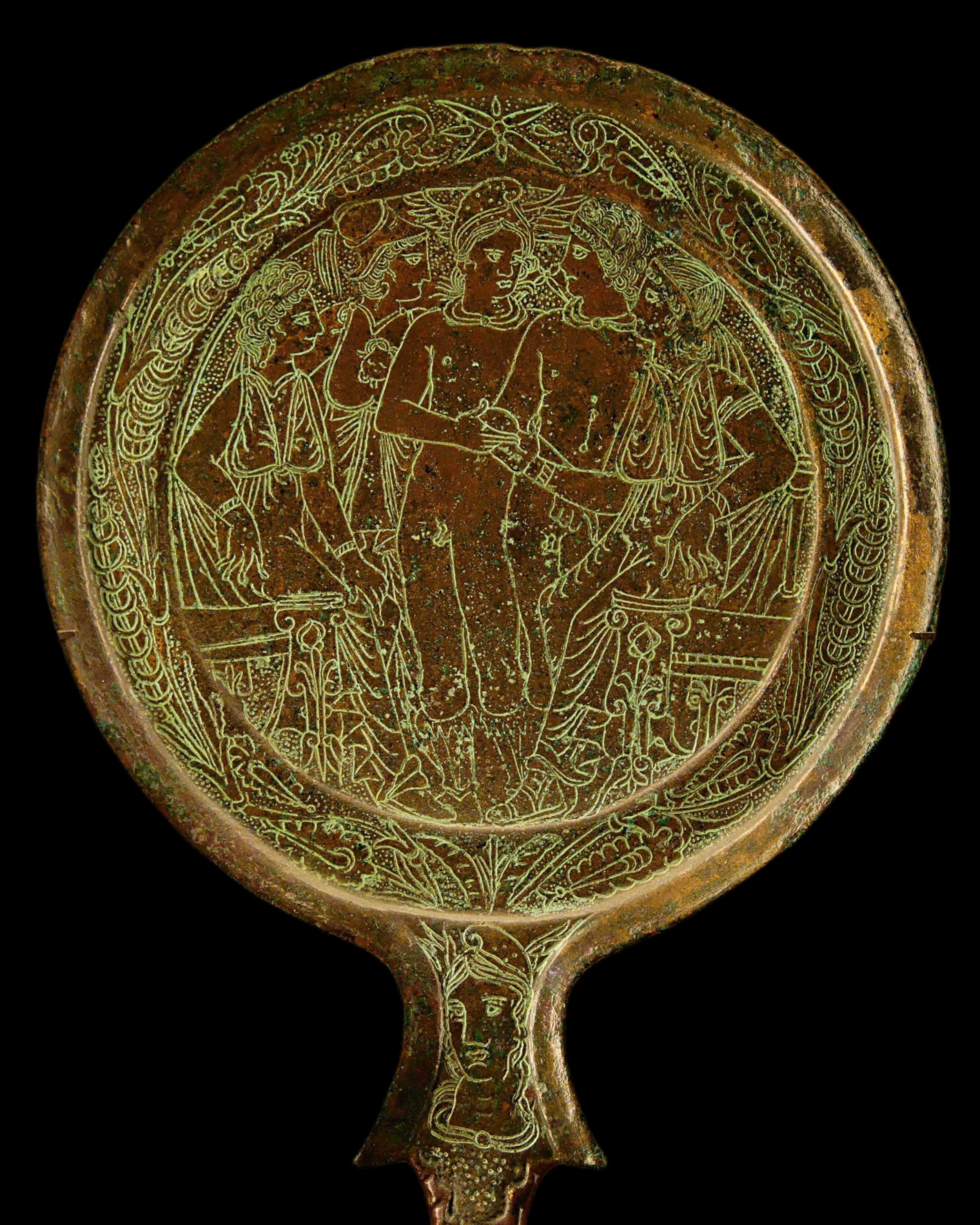
Louvre: espelho etrusco de bronze dos séculos IV a Mostra o “julgamento de Páris” e com ele a grande influência que a cultura grega exerceu sobre os etruscos da época

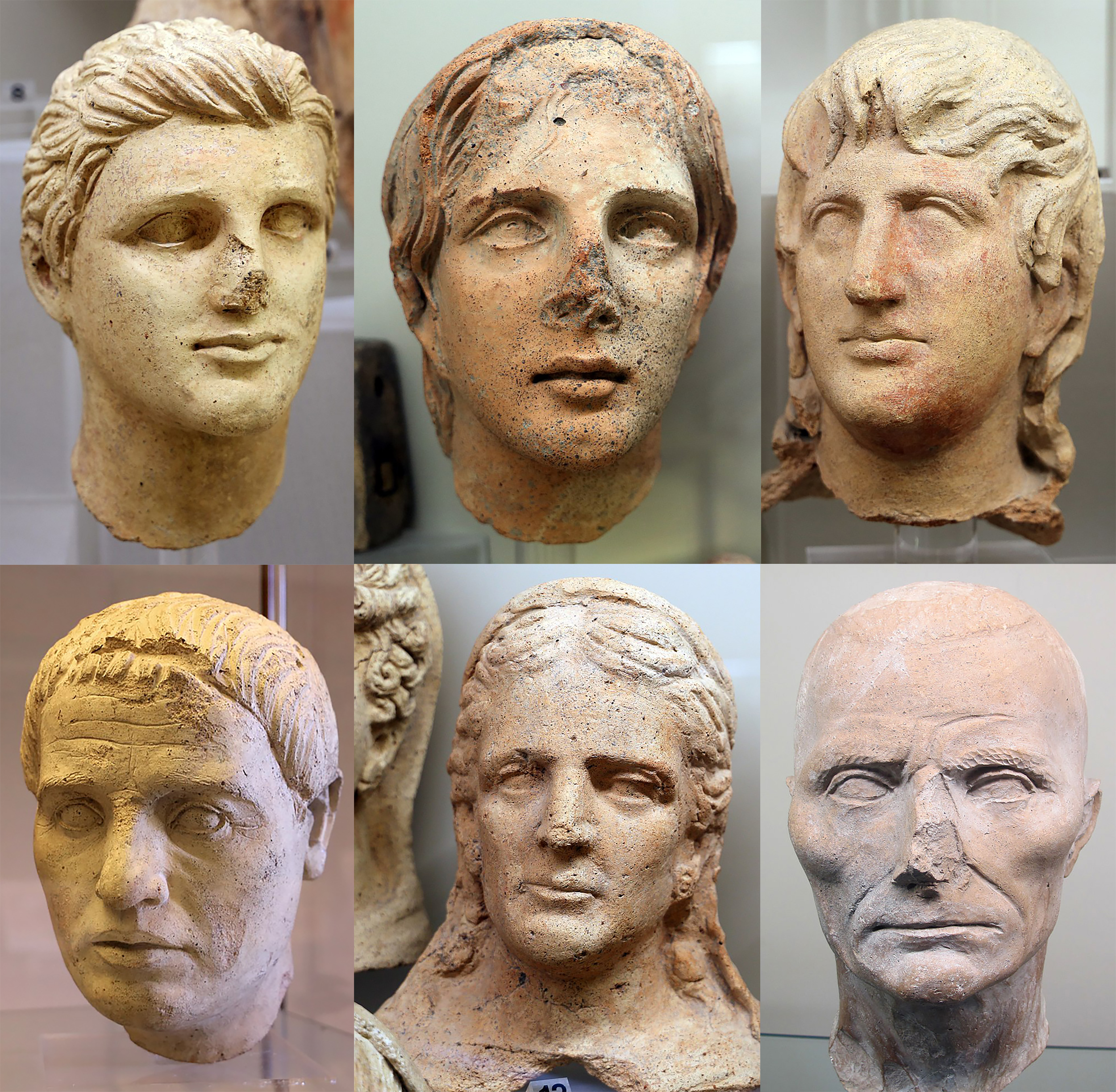
Cabeças votivas etruscas do século IV-II a.C. encontradas em vários santuários da Etrúria

## Origens e Tradição

### Origens: O problema da autossuficiência

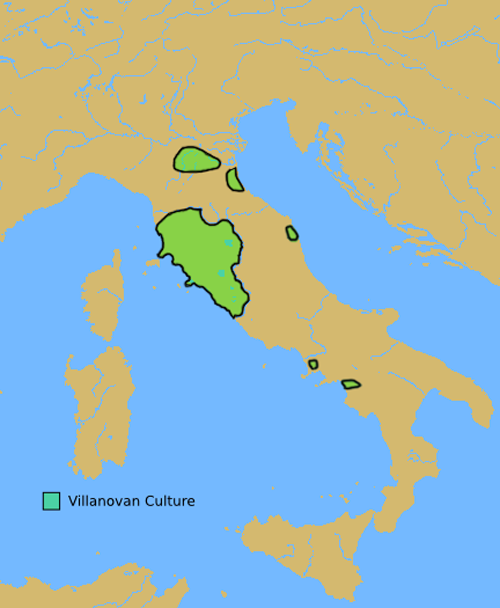
A área da cultura Villanova na Itália por volta de 900 a.C

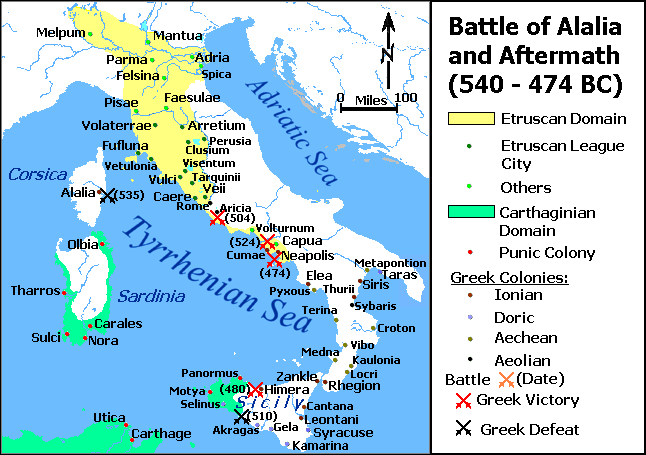
Mapa das esferas de poder aproximadas dos territórios cartagineses e etruscos, bem como dos gregos durante e após a Batalha de Alália, em que houve derrota grega. Embora os etruscos, às vezes associados aos cartagineses, tenham entrado em confronto repetidamente com as colônias gregas, eles assimilaram grande parte de sua religião e cultura

Como os etruscos tinham uma língua não indo-europeia, embora em tempos históricos estivessem cercados por povos indo-europeus como úmbrios, sabinos e latinos, houve discussões acaloradas sobre suas origens potenciais e uma série de teorias, que agora estão obsoletas, foram desenvolvidas. A hipótese longamente propagada de sua descendência do norte é considerada de menor importância, apesar de algumas semelhanças nas armas e embarcações, e até mesmo sua ancestralidade dos troianos, que eles próprios postulavam, foi por algum tempo aventada na literatura (e, recentemente, tem novamente ganhado significância, ver abaixo). Arqueologicamente, no entanto, as conexões mais próximas podem ser encontradas com a cultura Villanova na Itália. Se eles vieram da Lídia na Ásia Menor (de acordo com Heródoto), do norte, do Mar Egeu a partir de Lemnos (o que argumentos linguísticos apontam) ou de Chipre, ou mesmo do oeste (é dito que eles fundaram Tartesso na Península Ibérica), fossem eles pelasgos ou um povo antigo autóctone, pré-indo-europeu da Itália, e se eles imigraram como um todo ou se infiltraram em pequenos grupos quando piratas chegaram―como tal, eles também foram profundamente temidos mais tarde―e na companhia de fenícios ligados a eles e principalmente dos cartagineses, como eles próprios, excelentes marinheiros, tudo isso é polêmico. Também não foram completamente clarificadas as referências de sua religião à cultura egípcia, celta, caldeia ou Villanova, bem como às ideias dos grupos étnicos itálicos vizinhos, de que os etruscos―como um grupo possivelmente pequeno de imigrantes que desembarcaram em navios na costa central italiana―foram aparentemente fortemente influenciados cultural e tecnologicamente, talvez até mesmo sujeitos a eles (processamento de ferro devido aos ricos depósitos de minério na Itália central, ou seja, Toscana, mas também em Elba; estima-se que apenas em torno de Populônia cerca de 700 000 t de ferro foi produzido). Semelhanças potenciais com as culturas pré e proto-históricas igualmente ctonicamente orientadas de Malta e da Sicília são ocasionalmente apontadas. Alguns mitos como o de Hércules (Hercle), que foi aparentemente muito popular na Etrúria, têm uma expressão totalmente não grega e apontam para a Babilônia e a Palestina (culto a Melcarte). Nota-se que a tradição religiosa etrusca compartilhava de diversos costumes com os povos com os quais tiveram contato, como os itálicos e outros do Mediterrâneo, assim vistos na música, procissões, ceias rituais, queima de incenso, tradições votivas, oferendas, crença em um pós-morte, sacrifícios de animais vivos, e havia prática de intercâmbio com povos itálicos como em casamentos mistos, cultos públicos e funerários e até compartilhamento de santuários com outros povos locais, como o Lucus Feroniae.
A cultura local vilanovana, que eles podem ter dominado devido à sua superioridade tecnológica e cultural, não desapareceu totalmente, mas parece que os imigrantes subjugaram os nativos e se estabeleceram como a classe dominante. Afinal, a relação entre os dois grupos era tão estreita que hoje se fala de uma continuidade histórica entre ambas culturas, principalmente porque a maioria das cidades etruscas do interior evidentemente emergiram de assentamentos Villanova. A maior parte da população etrusca também veio de grupos indígenas. No entanto, segundo a Enciclopédia Britânica, este é aparentemente apenas uma fio do complexo tecido que caracteriza esta cultura e que, através da orientalização, sobretudo influências fenícias e posteriores gregas, finalmente assumiu aquelas formas de que só conhecemos contornos. Correspondentemente deslumbrante ante este curso descontínuo, até mesmo errático, de desenvolvimento, é como ele mostra principalmente sua arte (de acordo com a Enciclopédia Brockhaus) e sua religião, que em sua estrutura heterogênea é tanto arcaica fundamental (religião no Paleolítico) quanto típica para as sociedades tradicionais em como padrões politeístas e antropomórficos "mais modernos" podem ser reconhecidos, assim como era exibido pelas religiões celta e eslava, que estavam sujeitas a influências e processos de desenvolvimento semelhantes, mas sem nenhuma relação genética derivada delas. No entanto, especialmente a religião celta é muito semelhante à etrusca, porque os druidas tinham uma visão panorâmica, liam a partir dos signos da natureza e tinham um conhecimento secreto transmitido oralmente, de modo que aqui, também, características de uma religião profética de revelação foram definitivamente reconhecíveis; os conceitos de vida após a morte também são semelhantes, de modo que alguns autores consideram possível uma descendência comum de celtas, eslavos e citas da antiga Cultura dos Campos de Urnas. Como os celtas se estabeleceram no norte da Itália relativamente no início do século V a.C., tal relação não parece estar completamente descartada, especialmente porque a língua lepôntica, documentada por inscrições, aponta nessa direção. Além do aspecto politeísta da religião etrusca, que aqui quase regularmente ocorria no desenvolvimento de espíritos naturais, passando por heróis a deuses personalizados, uma certa semelhança com os caldeus é ocasionalmente apontada.
As influências grega e itálica são dominantes, no entanto, e foram maciçamente assimiladas, às vezes tanto que a Propyläen Weltgeschichte, por exemplo, chegou a falar da história mundial que os etruscos não podiam nem mesmo ser atribuídos a um alto grau de independência cultural e originalidade, e que eles seriam notoriamente diferentes de outras culturas por terem sido dependentes "a tal ponto que já se falou da falta de cultura deste povo". Após as investigações mais detalhadas do etruscologista Friedhelm Prayon ou Mauro Cristofani, por exemplo, esta opinião não pode mais ser mantida a este ponto, e Mircea Eliade já fala de uma síntese muito própria (entre a cultura etrusca e a cultura grega), pois "o gênio etrusco desenvolve as ideias emprestadas de acordo com sua própria vocação", e: "A ideia básica, ou seja, a homologia entre macrocosmo e microcosmo, é arcaica", mas então termina seu capítulo etrusco um tanto desamparado com a observação: "No final, perdemos a essência do pensamento religioso etrusco." Aspectos completamente novos sobre a origem dos etruscos da Anatólia e sua influência cultural e, acima de tudo, linguística em seu ambiente, especialmente no céltico, foram entretanto encontrados na etruscologia por Martin Counihan. Novas descobertas genéticas de Alberto Piazza, Torino, que mostraram uma relação próxima entre famílias toscanas estabelecidas há muito tempo com o padrão genético de um grupo étnico que vive perto de Lemnos, no oeste da Anatólia, apoiam esta descoberta. A questão permanece: por que nem os gregos nem os etruscos foram capazes de expandir e consolidar sua cultura em termos de política de estado para incluir toda a Itália, em que isso foi deixado para os romanos, que só assumiram das culturas e religiões o que parecia útil e atraentes para eles, porém os verdadeiros autores deliberadamente deixaram-nas cair no esquecimento (os gregos só voltaram à "moda" na era imperial).

### Tradição
O principal problema com a interpretação da religião etrusca é, portanto, a tradição, principalmente porque nenhuma imagem de deuses sobreviveu desde o período inicial, o que é tão pouco quanto a evidência da literatura religiosa originalmente rica. O culto em si só se torna visível depois de ter sido influenciado e remodelado pelos gregos, e o encontramos especialmente hoje no enorme culto da sepultura da necrópole etrusca. Elementos de influências pitagóricas, órficas e dionisíacas podem ser identificados já no século VII a.C., que mais tarde permaneceram formativos, assim como fortes influências orientais. Os sítios arqueológicos também foram em grande parte saqueados por ladrões de túmulos no século XIX, quando  pesquisa científica séria começou, e dezenas de milhares de túmulos foram esvaziados, mas o contexto das descobertas também foram destruídos. Além disso, adulterações pelas tradições romanas, que certamente não são necessariamente desejadas, podem ser esperadas, ainda mais porque os romanos adaptaram partes da religião para suas próprias necessidades, isto é, simplificaram, racionalizaram, formalizaram e externalizaram-nas de fato após um período totalmente religioso, especialmente no final da República, no sentido de que a relação entre o homem e a divindade ganhou um caráter jurídico (Cícero: ius divinum), que se expressa sobretudo na correta fórmula de invocação e em rituais precisamente definidos, os quais, no entanto, não parecem ser totalmente suficientes para os romanos, pelo menos emocionalmente, porque, além disso, existem inúmeros vestígios de crenças antigas na forma de temor de demônios e rituais de morte, que sem dúvida continham numerosos resquícios etruscos e alto-itálicos antigos.
Esses relatos indiretos frequentemente emergiram muito depois do período etrusco, o mais breve no século I a.C., e se baseiam em uma extensão considerável sobre fontes bastante incertas. No entanto, a doutrina religiosa apresenta-se com uma complexidade e sistemática que deve ter requerido um longo período de desenvolvimento para surgir e se desenvolver. Acima de tudo, a influência da filosofia e da ciência gregas parece ter sido forte e ter sido usada intensamente pelos harúspices em particular. Além disso, os autores gregos aparentemente tentaram compensar as contradições do sistema e selecionar suas regras de forma populista, e torná-las mais aplicáveis aos propósitos da época. Acima de tudo, o delineamento da Disciplina foi significativamente influenciado por isso e é, portanto, bem preservada por autores romanos (por exemplo, Varro, Sêneca, Plínio, o Velho, Sexto Pompeu Festo e Cícero), que aparentemente traduziram diretamente das fontes, e provavelmente deve-se à influência deles que essa disciplina se tornou muito popular entre o público romano. Outros aspectos da religião etrusca são apenas vagamente preservados e deixam muitas perguntas sem resposta.

Muito tempo depois da assimilação dos etruscos, Sêneca, o Jovem, disse que a diferença entre os romanos e os etruscos era que
"Esta é a diferença entre nós e os etruscos, com os quais reside o máximo aprendizado de se interpretar relâmpago: Enquanto nós acreditamos que o raio seja liberado como resultado da colisão de nuvens, eles acreditam que as nuvens colidem de modo a liberar raios: pois, como atribuem tudo à divindade, são levados a acreditar que as coisas não têm sentido na medida em que ocorrem, mas antes, que elas ocorrem porque precisam ter um significado."
Plínio no século I a.C. chamou os etruscos de "um povo mais do que quaisquer outros dedicado à religião, quanto mais eles se destacavam na prática".

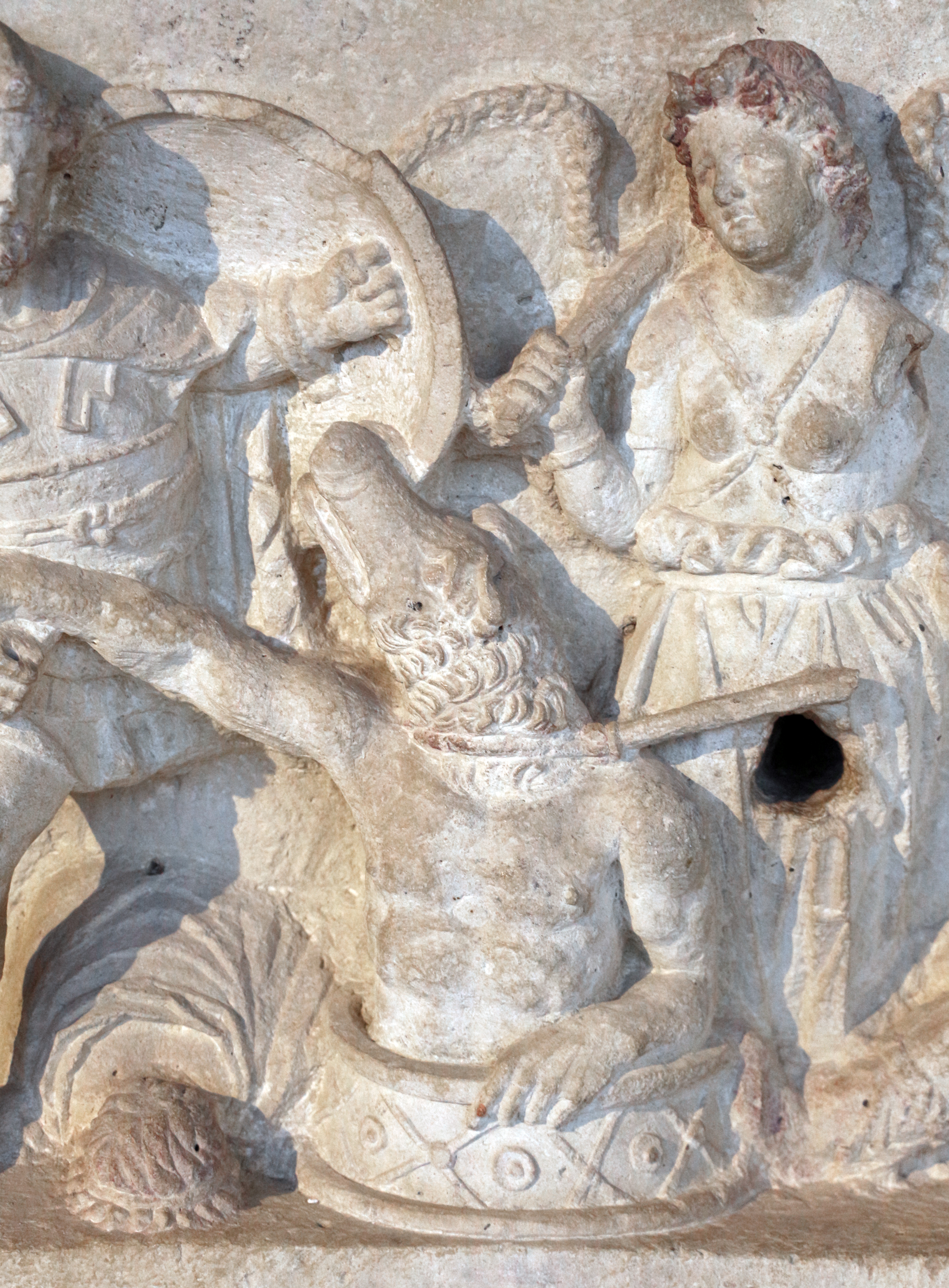
Urna helenística do século II a.C. Na cena, um lobisomem acorrentado sai de um puteal, talvez associado ao relato de Plínio de uma vetus fama Etruriae: o rei Porsena lutando contra o monstro Olta. Elementos como o puteal, representando o mundus (contato com o submundo), e a libação ao redor, possivelmente para invocar raio, são inovações sem antecedentes gregos e talvez indiquem um mito etrusco original

Após a derrota etrusca nas guerras romano-etrusca, a cultura etrusca restante começou a ser assimilada pelos romanos. O Senado Romano adotou elementos-chave da religião etrusca, que eram perpetuados por harúspices e famílias nobres romanas que alegavam descendência etrusca, muito tempo depois que a população em geral havia esquecido o idioma. No entanto, nos últimos anos da República Romana, a religião começou a desvalorizar e foi satirizada por figuras públicas notáveis como Marco Túlio Cícero. Os júlio-claudianos, principalmente Cláudio, que reivindicavam uma descida etrusca remota, mantiveram um conhecimento da língua e religião por um curto período de tempo, mas essa prática logo cessou. Várias obras canônicas na língua etrusca sobreviveram até meados do primeiro milênio d.C., mas foram destruídas pela devastação do tempo, por decreto do Senado Romano e pelo fogo.  
Uma das poucas fontes ainda sensíveis para a crença e culto dos etruscos é, portanto, a religião romana, que apesar de consideráveis modificações e misturas com a propriedade intelectual grega e apesar de suas origens da área latina indo-europeia, recebeu uma grande quantidade de o que os etruscos acreditaram, onde e como o faziam. Não se pode evitar um olhar mais atento a esta fonte repetidamente, com toda a cautela na avaliação e no conhecimento de que a religião romana foi apenas uma fase intermediária em um desenvolvimento em que correntes muito diferentes se juntaram para formar uma rede complexa, mas independente. que mais tarde mudou para uma nova, a do cristianismo do Estado romano.
Quanto à arqueologia, embora rica em seus achados, a maior parte dela vem das necrópoles ornamentadas fora das cidades etruscas. Os túmulos das famílias nobres eram muitas vezes esplendidamente mobilados e permitem tirar conclusões detalhadas sobre o modo de vida desta classe social. Mas esse quadro é naturalmente unilateral, porque a sociedade etrusca se baseava no trabalho de lavradores servos, dos quais pouco se sabe, tão pouco quanto sobre os assentamentos rurais e seus costumes, bem como sobre as classes populares das cidades ou mesmo dos nativos.

## Cosmologia e o mundo dos deuses

### Estrutura cosmológica
Sistemática
O sistema cosmológico da religião etrusca é um dos mais estruturados da história da religião e nesta forma é certamente fortemente influenciado pelo grego. Seus princípios básicos eram a orientatio e a divisio, ou seja, o alinhamento preciso de todas as coisas com a estrutura cósmica do mundo e sua subdivisão precisa. A ideia de adivinhação é central. Ela entende a estrutura da realidade como sendo absolutamente subordinada à vontade divina, pois só esta garante a ordem e a racionalidade. Isso significa que nada acontece por acaso, ao contrário, todas as coisas e eventos podem ser classificados e, portanto, também previsíveis dentro da estrutura de um sistema cósmico geral―a base de todos os atos proféticos da religião etrusca. Processos extraordinários são sinais ("prodígios") de certas intenções divinas. No entanto, quem intencione ler esses sinais, primeiro deve classificá-los estritamente. Acima de tudo, o espaço deve ser racionalmente alinhado para esse fim e dividido em setores, sendo que os etruscos, ao contrário de outras culturas mediterrâneas, que em sua maioria obedeciam a doze divisões, preferiam uma divisão de dezesseis.

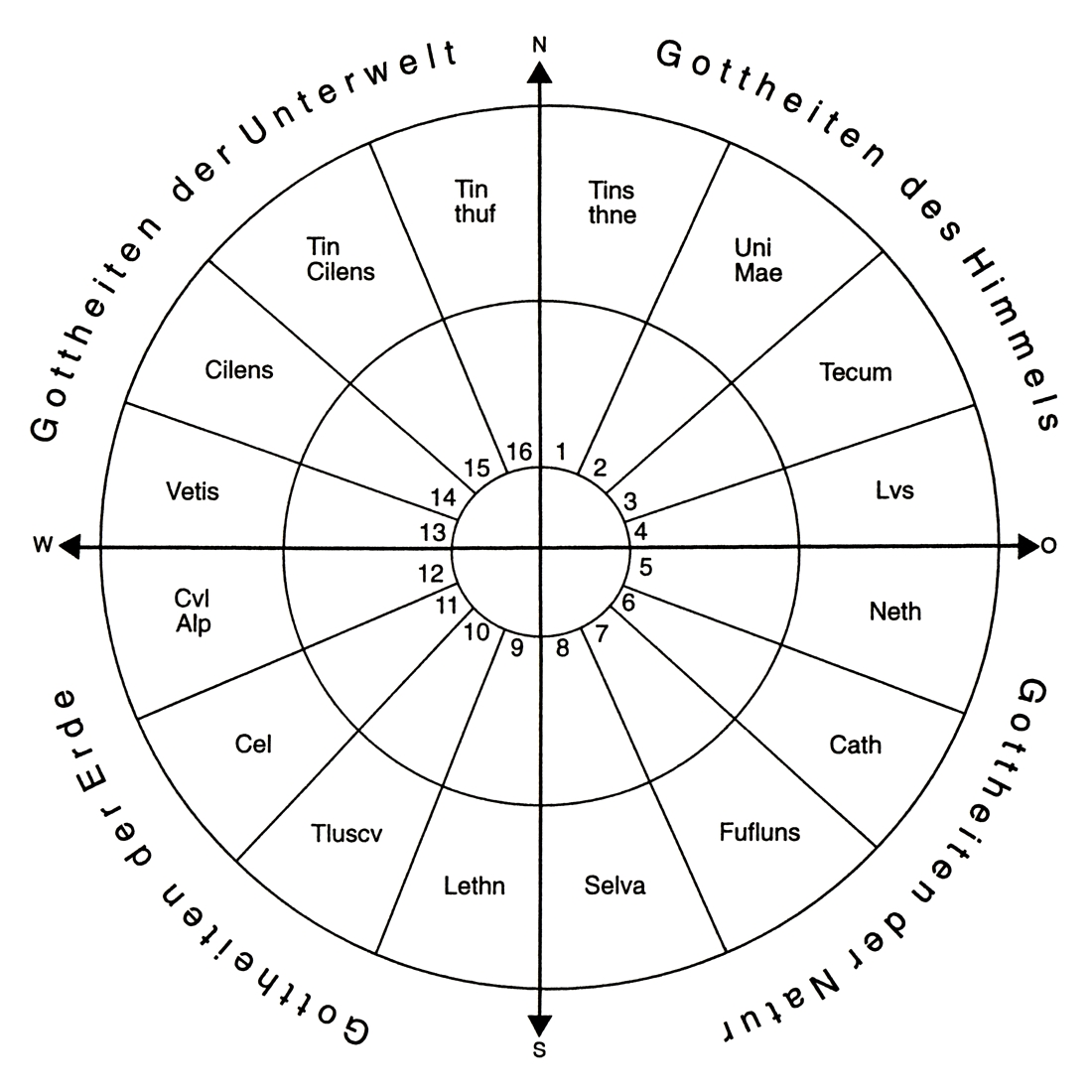
As regiões celestiais das divindades de acordo com a doutrina dos relâmpagos, conforme Friedhelm Prayon

Os etruscos seguiam essas regras de forma consistente. Eles dividiram o mundo para determinar os sinais naturais com uma grande cruz invisível de um eixo norte-sul (em latim, cardo) e um eixo leste-oeste (em latim, decumanus). Isso correspondia a quatro regiões no céu, cada uma com quatro partes alinhadas de acordo com os pontos cardeais, aos quais certos deuses foram atribuídos. O cosmos, por sua vez, era dividido em quatro esferas concêntricas, a superior a do éter e a inferior a terra. O quadrante nordeste foi atribuído aos deuses do céu mais elevados, os dois quadrantes ao sul aos deuses da natureza e da terra, o quadrante noroeste às divindades do submundo, que, no entanto, estão ausentes nas representações do Fígado de Bronze de Piacenza. Em vez disso, o deus principal Tina/Zeus também une aspectos da vida após a morte, especialmente porque as verdadeiras divindades da morte aparecem apenas no século IV/III a.C., em que o par Fersipnas/Aita corresponde a Perséfone/Hades. A ordem dos deuses também reflete uma certa concepção do universo, que corresponde ao mundo dos deuses celestes, dos deuses do mar, ao submundo e finalmente ao mundo dos humanos, com uma ordem decrescente em que as diferentes entidades cada qual ocupam alturas diferentes e, desta forma segundo Arnóbio, funcionam como grupos de quatro penates etruscos, cada tipo atribuído a esses mundos, que são neste caso deuses protetores gerais e não, como era o caso dos romanos, primariamente restritos à esfera doméstica. Este sistema é espacialmente orientado ao meio-dia. A orientação do harúspice corresponde a isso, bem como a dos edifícios sagrados, cuja frente muitas vezes está voltada para sudeste.
Aplicação prática em planejamento urbano

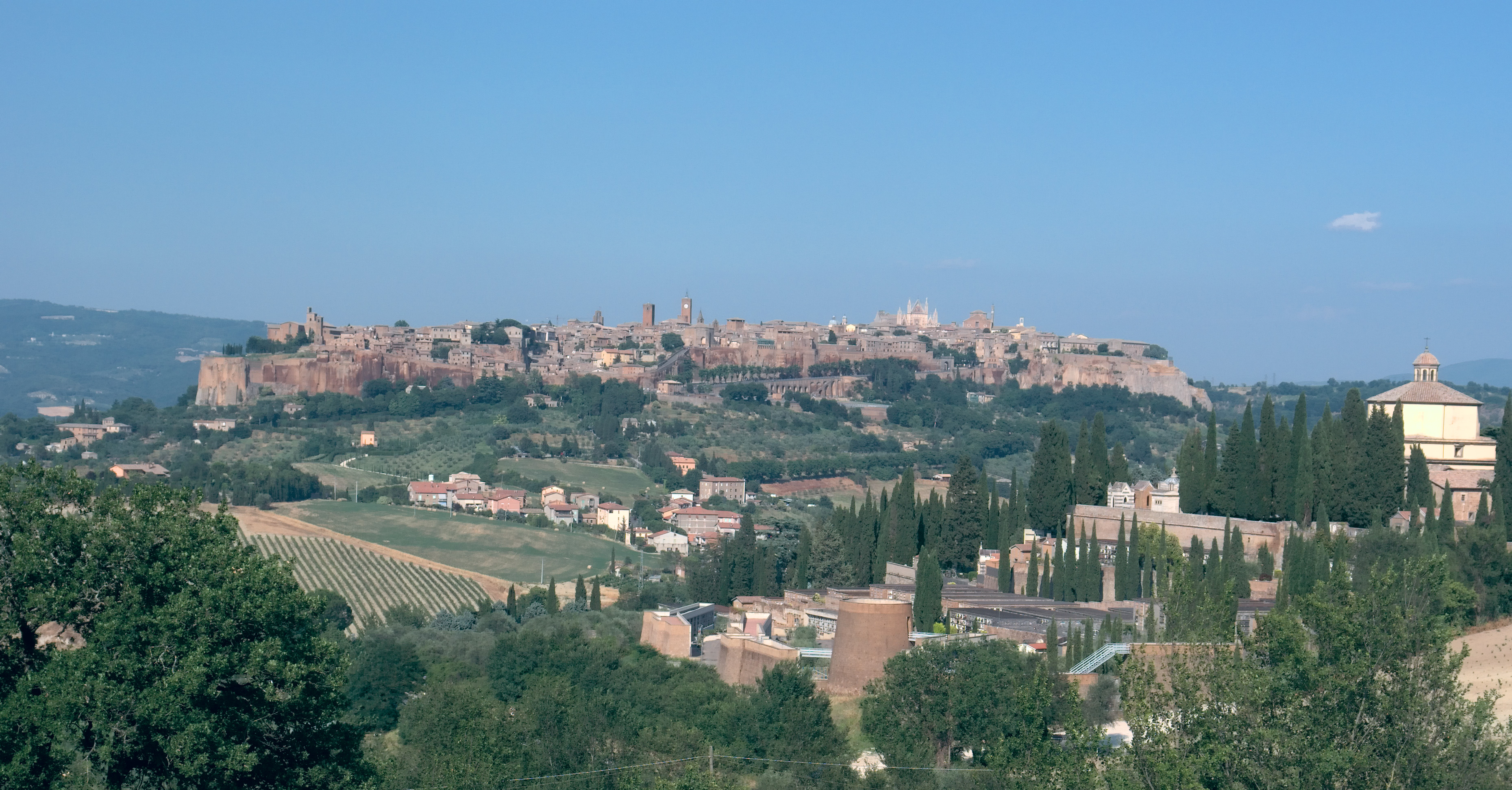
Vista de Orvieto, provavelmente a antiga Volsinii; um assentamento típico no topo de um planalto de tufo rochoso com cavernas, o que tornava impossível a aplicação dos princípios etruscos de planejamento urbano

O conceito dos 16 campos celestes, a partir dos quais os deuses agiam na terra, reflete-se particularmente no traçado das cidades etruscas ou necrópoles. Diz-se que até a Roma etrusca foi construída de acordo com esses princípios. No entanto, a Toscana, a área central dos etruscos, era muito montanhosa para ser capaz de planejar assentamentos de acordo com princípios puramente geométricos. Portanto, encontram-se assentamentos murados que são irregularmente adaptados à paisagem, muitas vezes no topo de morros, assim como os gregos criaram também para si próprios. Portanto, este princípio foi realizado apenas no século VI a.C., quando os etruscos se estabeleceram na planície ao sul de Roma, na Campânia e na Planície Padana, e fundaram colônias. Lá eles construíram suas cidades de maneira estritamente ritualizada: depois que os sacerdotes determinavam o centro e o eixo leste-oeste com a ajuda de um dispositivo de medição (provavelmente uma espécie de teodolito, por exemplo uma dioptra), que visava ao levantar do sol, a nova cidade era disposta em torno de um cruzamento de rua, de modo que mais distritos subdivisíveis puderam ser criados. Os portões da cidade eram então erguidos nas extremidades das encruzilhadas a distâncias iguais do centro, apontando exatamente nas quatro direções cardeais. A construção da muralha da cidade também foi ritualizada: um arado de bronze foi usado para abrir quatro sulcos paralelos aos eixos medidos de forma que delimitassem uma área quadrada. O princípio provavelmente foi derivado dos acampamentos do exército e mais tarde foi adotado pelos romanos como "etrusco more" (ao estilo dos etruscos). Demarcações de terra eram de grande importância e os etruscos veneravam marcos de fronteira, tendo sido encontradas pedras características que indicam uma continuidade da tradição da limitatio até o século I a.C. Sobre essa importância, uma profecia atribuída a Vegoia, direcionada a Arruns Veltymnus, foi preservada em tradução latina por uma guilda de agrimensores:
"Saiba que o mar foi separado do céu. Mas quando Júpiter reivindicou a terra de Etrúria para si, ele estabeleceu e ordenou que os campos fossem medidos e as plantações delimitadas. Conhecendo a ganância dos homens e sua luxúria por terra, ele queria tudo adequado a respeito dos limites. E em algum momento, por volta do final do oitavo saeculum, alguém irá violá-los por ganância por meio de maléfica trapaça e irá tocá-los e movê-los [...]. Mas quem os tiver tocado e movido, aumentando sua propriedade e diminuindo a de outro, por causa desse crime será condenado pelos deuses. Se os escravos fizerem isso, haverá uma mudança para pior no status. Mas se a ação for feita com o consentimento do mestre, muito rapidamente o mestre será desenraizado e toda a sua família morrerá. Os que moverem [os limites] serão atingidos pelas piores doenças e feridas e sentirão fraqueza nos membros. Então, também a terra será movida por tempestades e redemoinhos com destruição frequente, as colheitas frequentemente serão danificadas e serão derrubadas pela chuva e granizo, elas morrerão no calor do verão, serão derrubadas por míldio. Haverá muita dissensão entre as pessoas. Saiba que essas coisas serão feitas quando tais crimes forem cometidos. Portanto, não seja falso nem tenha duplicidade. Mantenha este ensinamento em seu coração."
A tradição do mundus é também fortemente associada aos etruscos. A palavra tinha significado original de "abertura" e equivale à etimologia do chaos (abismo) grego. O mundus era o nome dado a uma cavidade que se realizava na terra e tinha função central na fundação da cidade, além de ser um contato com o submundo, comparado ao ônfalo grego. O mesmo termo era utilizado ao céu por conta da concavidade paralela da abóbada. Plutarco relacionou o mito da fundação de Roma à prática supostamente etrusca: 
"[Rômulo] fundou a cidade, tendo convocado homens da Etrúria que prescreviam tudo de acordo com as ordenanças e escritos sagrados, assim como em um rito religioso. Pois uma trincheira circular foi cavada perto da área do atual Comício, e os primeiros frutos de todas as coisas .... foram depositados aqui. E, finalmente, cada homem veio carregando uma pequena porção de sua terra natal, e essas ofertas foram jogadas neste poço e misturadas com as primícias. Eles chamam essa trincheira pelo mesmo nome que a dos céus, um mundus."
O Hipogeu de Clepsina em Cere está numa área antigamente etrusca da cidade, próxima da qual ocorria o culto a Vei, equivalente da Ceres romana. Em sua formação de poço circular profundo, com uma câmara subterrânea selada consagrada aos manes, possui as características de um mundus etrusco. Essa função se evidencia também por estar orientado em direção ao quadrante dos deuses ctônicos no céu e ter servido de local ao culto de Śuri, um senhor etrusco do submundo, o que é reforçado por pinturas simbólicas e por ser iluminado por uma hierofania solar no solstício de inverno.
Demarcação temporal
Uma cosmogonia é descrita na seção "Turrenia" da Suda, com semelhanças com o relato de criação bíblico do Gênesis. Ela indica, entretanto, alguns elementos únicos dos etruscos (como o tempo determinado e as 12 "casas", reminiscentes das 16 sedes), e além do mais pode de fato ter sido próxima daquela dos círculos sacerdotais do judaísmo do século VI a.C., sem contar a possível importação que já era relatada de outras civilizações do Oriente Próximo, como os fenícios e cipriotas:
"Um homem sábio entre eles compôs uma mitologia, pois disse que o demiurgo que criou todas as coisas empenhou-se por suas criações por doze períodos de mil anos cada, e que ele distribuiu esses períodos de acordo com as doze assim chamadas Casas.

No primeiro período de mil anos, ele fez o céu e a terra.
No segundo, ele fez este firmamento se manifestar, chamando-o céu.
No terceiro, ele fez o mar e todas as águas na terra.
No quarto, ele fez as grandes luzes: o sol, o lua, as estrelas.
No quinto, ele deu vida a todos os pássaros, às criaturas que rastejam e àquelas que andam de quatro, no ar, na terra e na água.
No sexto, ele fez o homem.

Assim, parece que os primeiros seis períodos de mil anos se passaram antes da formação do homem e que durante os seis restantes, a raça dos humanos perdurou, pois existiu durante todo o tempo até o final do décimo segundo período."

### Espíritos e divindades

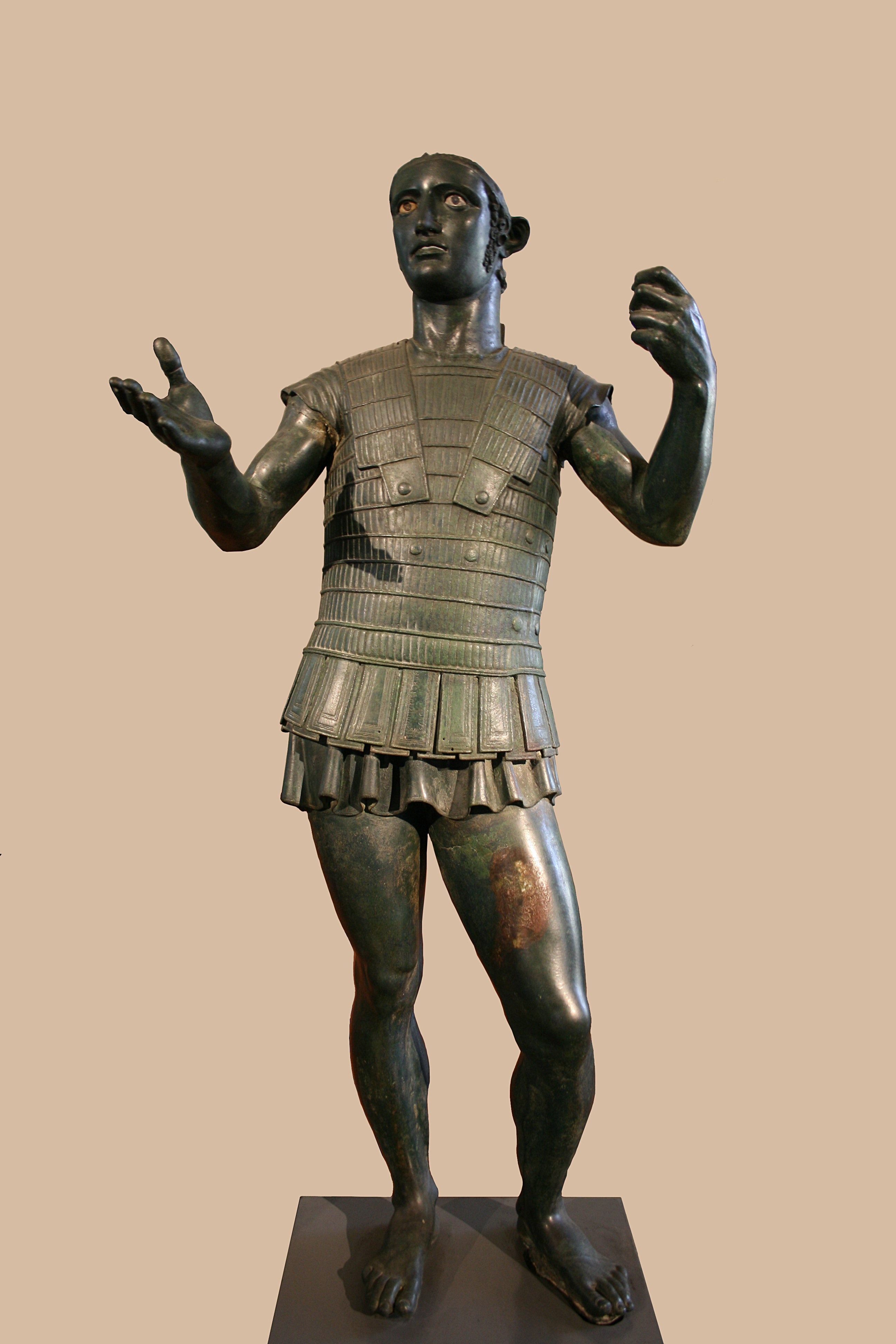
Marte de Todi, uma escultura em bronze etrusca em tamanho natural de um soldado fazendo uma oferenda votiva, provavelmente a Laran, o deus da guerra etrusco, do final do século V ao início do século IV a.C.

Ao redor dos mun ou muni, túmulos, estavam man ou mani (latim, Manes), as almas dos ancestrais. Na iconografia após o século V a.C., os mortos são mostrados viajando para o submundo.
Um deus era chamado de ais (mais tarde eis), que no plural é aisar. Do latim, adotaram o termo fanu para santuário. Favi significava um túmulo ou abóbada do templo. Lá, realizava-se fler (plural flerchva), ou "oferenda".
Três camadas de divindades são retratadas na arte etrusca. Parece haver divindades menores de origem indígena: Catha e Usil, o sol; Tivr, a lua; Selvans, um deus civil; Turan, a deusa do amor; Laran, o deus da guerra; Leinth, a deusa da morte; Maris, deusa do parto; Thalna, deus do comércio; Turms, a figura heroica; Hercle, o deus primordial; Voltumna/Vertumnus, o deus do mar; Nethuns e o deus do vinho Fufluns.
O domínio sobre eles eram divindades mais altas que parecem refletir o sistema indo-europeu: Tin ou Tinia, o céu, Uni sua esposa (Juno) e Cel, a deusa da terra.
Como terceira camada, os deuses gregos foram adotados pelo sistema etrusco durante o período de orientalização etrusca de 750/700-600 a.C. Exemplos são Aritimi (Artemis), Menrva (Minerva; equivalente em latim de Atena) e Pacha (Baco; equivalente em latim de Dionísio) e, com o tempo, a trindade primária tornou-se Tinia, Uni e Menrva. Essa tríade de deuses era venerada em templos tripartidos semelhantes ao Templo de Júpiter Capitolino romano mais tarde.
Um quarto grupo, os chamados dii involuti ou "deuses velados", às vezes são mencionados como superiores a todas as outras divindades, mas nunca foram adorados, nomeados ou retratados diretamente.
Os comerciantes gregos trouxeram sua religião e figuras de heróis com eles para as áreas costeiras do Mediterrâneo central. Odisseu, Menelau e Diomedes da tradição homérica foram reformulados em contos do passado distante que os fez percorrer pelas terras a oeste da Grécia. Na tradição grega, Hércules vagou por essas áreas ocidentais, eliminando monstros e salteadores e trazendo a civilização aos habitantes. Lendas de suas proezas com mulheres se tornaram a fonte de contos sobre seus muitos filhos concebidos com mulheres locais proeminentes, embora seu papel como um andarilho significasse que Hércules seguiu em frente depois de garantir os locais escolhidos para serem colonizados por seus seguidores, em vez de cumprir uma função típica de fundador. Com o tempo, Odisseu também assumiu um papel semelhante para os etruscos como o líder heroico que liderou os etruscos para colonizar as terras que habitavam.
As afirmações de que os filhos de Odisseu já governaram o povo etrusco datam de pelo menos meados do século VI a.C. Licofrão e Teopompo ligam Odisseu a Cortona (onde ele era chamado de Nanos). Na Itália durante essa época, isso poderia dar aos grupos étnicos não gregos uma vantagem sobre os grupos étnicos rivais ao vincular suas origens a uma figura de herói grego. Essas lendárias figuras heroicas se tornaram fundamentais para estabelecer a legitimidade das reivindicações gregas às terras recém-colonizadas, retratando a presença grega lá como remontando à antiguidade.

### Os deuses
As divindades foram antropomorfizadas, entre outras coisas, pela influência proveniente principalmente das colônias gregas da Baixa Itália, e vieram em função, forma e mitologia muito mais próximas do panteão do Olimpo grego, principalmente no período tardio. Deve-se notar, entretanto, que essa convergência pode muito bem ser baseada em fontes arcaicas semelhantes. Voltumna era considerado o deus supremo dos etruscos. Sua representação é, no entanto, bastante difusa e completamente diferente daquela do pai grego dos deuses Zeus, com seus desejos muitas vezes demasiado mundanos, cujo equivalente já é considerado como sendo Tinia entre os etruscos. Notavelmente, seu nome também não consta no Fígado de Placência.

#### Formas mais antigas e tradições romanas
Eles são quase irreconhecíveis, mas os seres sobrenaturais eram aparentemente inicialmente indeterminados e mutáveis em termos de gênero, tipo e número. No início, parece até mesmo ter havido apenas uma crença em um único ser divino, que se expressava em diferentes formas e assumia diferentes formas, o qual gradualmente se tornou diferentes divindades personalizadas com diferentes funções por meio de heróis. E não surpreendentemente, Voltumna, como o deus supremo, era entendido como uma entidade bastante remota do mundo.
É notável que essa antiga falta de nomes e imagens encontrou sua expressão na religião romana. Os deuses mais elevados e mais antigos não existiam para os romanos como um ser adormecido ou na forma humana, mas apenas porque causavam ações que podiam ser fixadas no tempo. Este princípio antigo é chamado numen e pode significar essas ações como o próprio Deus. A antiga religião romana, que foi influenciada pelo campesinato e tem grandes semelhanças com a religião etrusca, não tinha, portanto, representação pictórica dos deuses. Imagens de culto posteriores tornaram-se comuns principalmente sob a influência grega, talvez também sob os etruscos, que também adotaram dos gregos esse costume para suas entidades metafísicas sobrenaturais inicialmente sem rosto ou trouxeram com eles de sua possivelmente antiga pátria oriental (os hititas, entretanto, chamavam-se até a si mesmos de povo de mil deuses, mas falavam pelo menos oito línguas, incluindo algumas não indo-europeias da população nativa da Anatólia). Em qualquer caso, um grego imaginava seus deuses em imagens de mito e culto, um romano e provavelmente também um etrusco representava o deus por meio de atos cultuais e sinais da natureza. No entanto, isso também resulta na diferença decisiva entre a compreensão etrusca e romana da religião e dos deuses: para os romanos, a religião não é um poder autônomo, abstrato e cósmico que está acima das necessidades diárias do homem, mas permanece subordinada às necessidades práticas da vida doméstica e atividade rural e, na verdade, em sua forma desenvolvida como religião de Estado e culto imperial. O que os romanos assumiram dos etruscos em termos de deuses, ritos e costumes foi então integrado a esse conceito completamente diferente.

#### Forma desenvolvida
O último panteão dos etruscos com seus aproximadamente 40 deuses, como todas as suas ideias religiosas, é quase ímpia e estritamente sistematizado. Existem seis deuses e deusas implacáveis, os Dii Consentes; os Dii Involuti, seres misteriosos que aconselham exclusivamente o deus supremo Voltumna/Tinia; os nove Novensides, que lançam raios, etc. Este Deus supremo, por sua vez, não é um deus do céu como o conhecemos dos indo-europeus, mas um deus ctônico da terra que vive em suas profundezas e também é casado com uma deusa da terra, Uni (Hera-Juno). O mundo dos deuses dos etruscos é, portanto, menos nômade do que o dos indo-europeus, antes é rural, agrário-mítico e ctônico. A orientação extrema para os fenômenos naturais também aponta nessa direção.

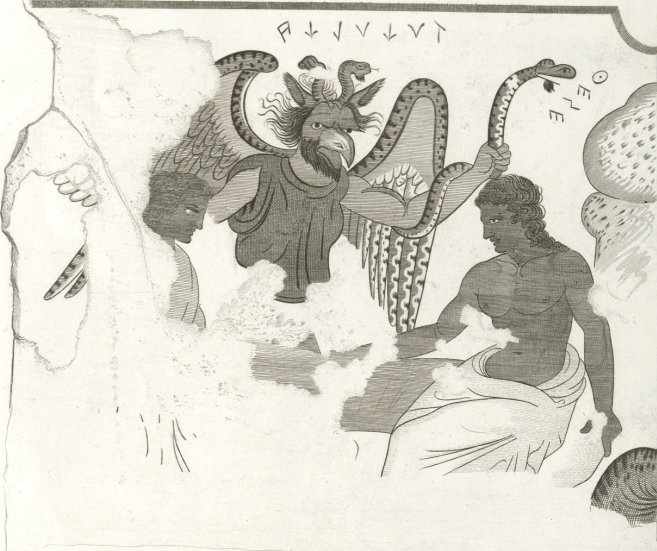
O demônio Tuchulcha, talvez guardião da ordem cósmica do submundo, ameaçando Teseu, que violou o tabu etrusco de adentrar na Casa do Hades. Pintura na Tumba do Orco.

Os etruscos conheciam os deuses olímpicos conhecidos pelos gregos e romanos, seus próprios deuses nativos e associações inteiras de deuses. Desde o século IV a.C., demônios de vários tipos também são típicos, muitas vezes alados e de aparência horrível, seres híbridos com atributos e cabeças de animais, que muitas vezes funcionam como mensageiros da morte ou companheiros dos mortos e nos quais o ctônico e origens animistas são mais claramente preservadas.
Ao se classificar entre deuses originalmente etruscos e adotados dos gregos, deve-se levar em consideração que algumas antigas divindades etruscas se fundiram com deuses secundários olímpicos ou adotaram seus nomes, o que muitas vezes dificilmente pode ser determinado caso a caso. Segundo Prayon, a concordância parcial entre os nomes dos deuses está relacionada ao fato de que nos séculos VIII e VI a.C., as culturas grega, latina e etrusca estavam em contato próximo e, acima de tudo, as sagas gregas foram adotadas ou adaptadas se suas funções comparáveis o permitissem. Eles mantiveram o nome, como com os pais divinos Tinia e Uni, ou assumiram nomes etruscos de deuses gregos como Apolo, que se tornou Aplu, ou Ártemis tornou-se Artume. Um fator complicador adicional é que os deuses frequentemente tinham várias áreas funcionais, então às vezes apenas aspectos parciais dos originais eram afetados.
Os deuses nativos dos etruscos frequentemente eram deuses puramente cultuais sem qualquer representação pictórica. Pouco se sabe sobre as associações dos deuses. Alguns nomes latinos são:
- dei opertanei (deuses misteriosos)
- dei involuti (deuses inexplicáveis, aconselham Tinia)
- dei consentes ou di complices (seis deuses e deusas implacáveis e sem nome cada)
- os Novensides (só eles podem lançar raios).

Além disso, existem divindades inferiores, como as lasas pertencentes a Turan (comparável, se não idêntico, com o lares romano) e os manes.
Assim, puramente linguisticamente, pode-se diferenciar entre três categorias de deuses etruscos:
- o genuinamente etrusco
- o originalmente grego
- aqueles derivados dos dialetos latinos ou italianos.

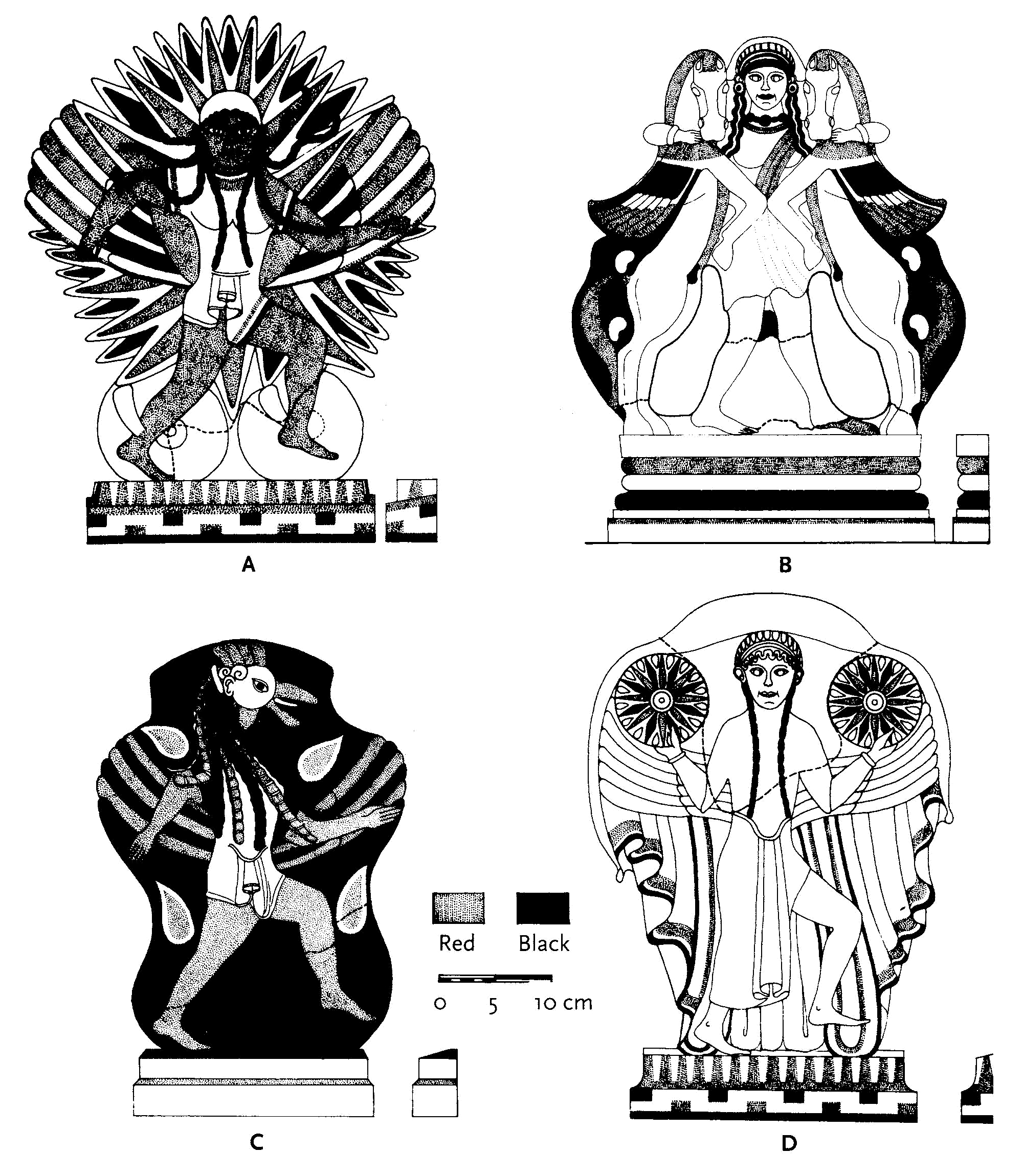
Antefixos de terracota de Pirgos (século VI a.C.). A primeira figura, com resplendor solar e correndo, provavelmente representa Usil, e a última representa uma deusa astral, possivelmente Thesan

Em termos de conteúdo e funcionalidade, conforme apresentado na arte etrusca, quatro camadas podem ser separadas umas das outras:
- Os vestígios das ideias animistas de Deus: Acima de tudo, o alto deus Voltumna sem rosto, que parece pairar acima de tudo, poderia ser atribuído a esta camada, possivelmente também Artumes como a forma tardia da Senhora dos Animais, porque sua adoração como um culto a deusa é comprovadamente muito antiga na arcaica Itália central.[46] Os numerosos demônios que ocorrem representam uma camada comum mediterrânea muito antiga, especialmente porque às vezes ainda apresentam atributos de animais (asas, cabeças de animais, chifres, etc.), conforme encontrados, principalmente em sua forma mais antiga na Anatólia, de acordo com a atual estado de pesquisa a área potencialmente mais provável de origem dos etruscos.[47]
- Os deuses indígenas da natureza no sentido mais amplo: Cavtha e Usil (sol), Tivr (lua), Menerva (deusa do clima), Selvans (jovem deus da natureza), Turan (deusa do amor), Laran (guerra?) Leinth (morte), Maris (fertilidade, amor), Thalna/Thanr (nascimento), Fufluns (vegetação, vinho) e Turms (deuses).
- Os alto deuses de herança indo-europeia ou do contato intensivo com ela: Tin ou Tinia (céu), Uni, sua esposa (deusa da cidade e nascimento), Cel (deusa da terra).
- Como uma quarta e mais extensa camada, havia deuses gregos que entraram no sistema etrusco durante o período de orientalização de 750/700–600 a.C. Foram integrados: Artumes/Aritimi (Artemis, se esta não é uma mera adoção do nome), Pacha (Baco, corresponde ao grego. Dioniso) etc.

#### O panteão etrusco: deuses, espíritos e demônios
Somente quando a atribuição ao etrusco ou itálico é relativamente certa, isto é, onde nenhum equivalente romano ou grego direto é conhecido, é explicitamente registrado como tal. Acima de tudo, os 24 deuses no Fígado de Bronze de Piacenza, que é dividido em 40 zonas, são registrados, desde que sua função tenha sido esclarecida até certo ponto.

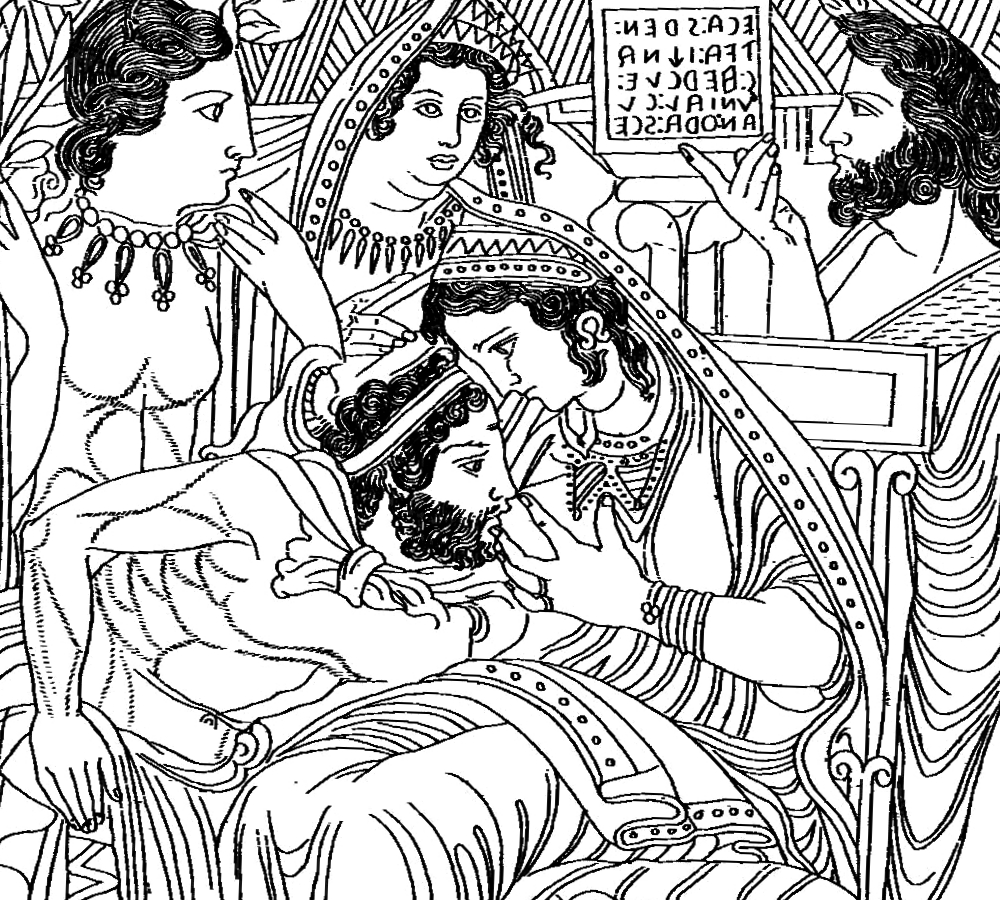
Espelho de bronze de Volterra com a representação de Hercle amamentado por Uni, terceiro quartel do século IV a.C. Florença, Museo Archeologico

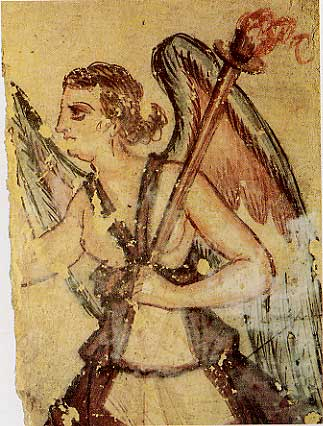
O demônio alado da morte Vanth. As asas são um antigo atributo animal dos demônios, que também é encontrado na Mesopotâmia. Afresco da tumba de Anina perto de Tarquinia, em meados do século III a.C.

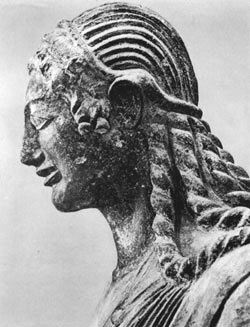
Apulu de Veios. Figura de frontão do templo de Menerva em Veios, século VI a.C. Como de costume com os gregos, Apulu/Apollo foi mais tarde considerado irmão de Menerva e muitas vezes adorado com ela

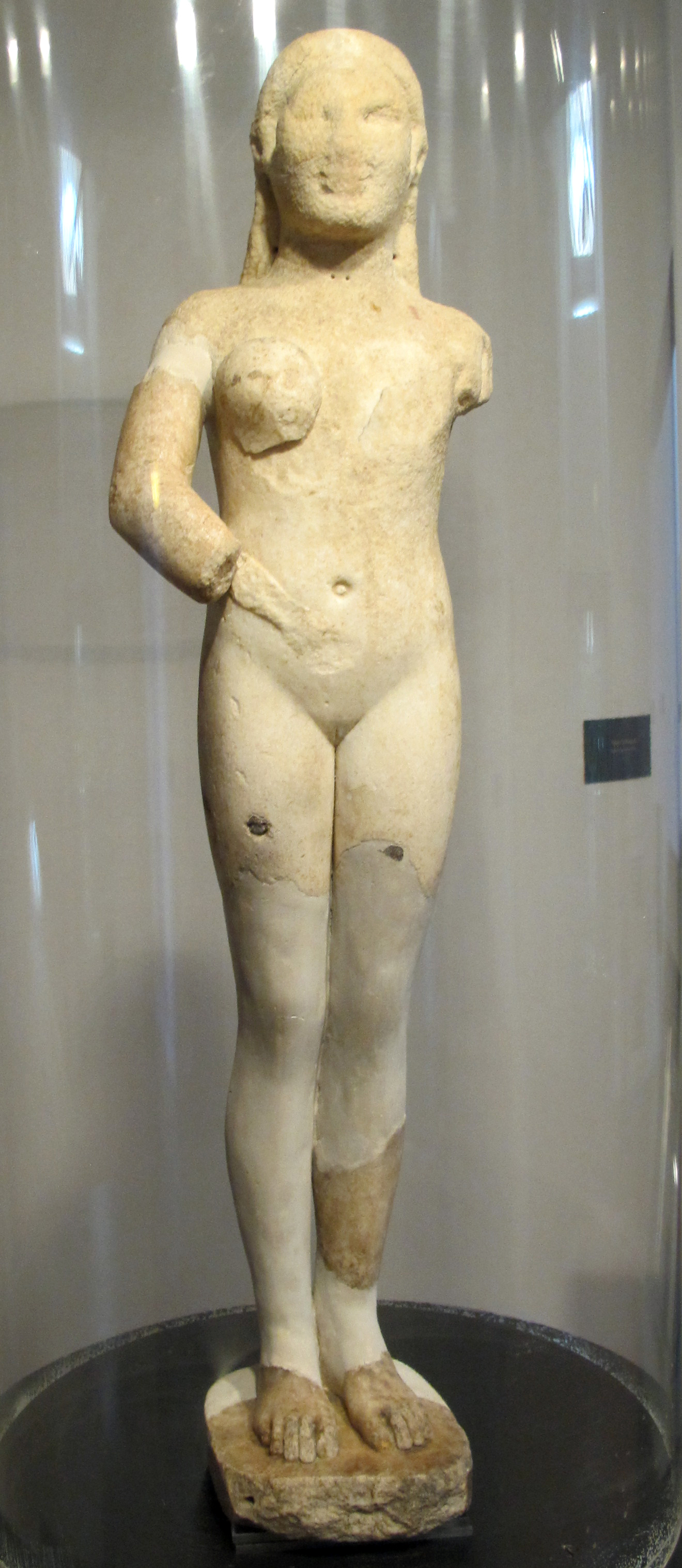
Estátua de uma divindade desconhecida encontrada no santuário funerário de Cannicella. É incomum porque é feita de mármore e data do período arcaico (século VI a.C.). Possivelmente uma grande deusa associada aos mortos e à fertilidade de nome "Vei", segundo a dedicação de uma placa de bronze encontrada na necrópole.

Os deuses mais importantes em ordem alfabética: equivalentes romano-gregos entre parênteses.
- Aita (Hades), Senhor do Submundo. Ele trata os mortos com um golpe de misericórdia com um martelo.
- Apanu – Deusa do amor e da morte, possivelmente idêntica a Persiphnai
- Apulu (Apolo) – Irmão de Artames, deus das artes. Em sua forma arcaica, entretanto, também inclui aspectos do submundo. Mais tarde, ele é levado mais próximo como um deus solar.
- Artumes (Ártemis, Diana) – da deusa da caça grega de mesmo nome
- Atunis (Adônis) – deus da vegetação, relacionado com Turan.
- Calu – deus da morte, portador, não governante da morte, em contraste com Aita, mas um deus de culto, provavelmente originalmente etrusco.
- Cavtha (Eos) – parceira ou filha do verdadeiro deus do sol, Usil. Divindade etrusca-itálica autêntica.
- Cel – Mãe-Terra.
- Charun – do grego Caronte, companheiro dos mortos. Às vezes chamado Manto.
- Culsans (corresponde funcionalmente a Jano) – jovem Deus dos Portais. Assim como o romano Jano, também tinha duas faces.
- Culsu – um demônio da morte, guardião do portão para o submundo? Pertence a Culsans. Divindade etrusca-itálica autêntica.
- Esplace – do grego Asclépio, deus da cura.
- Ethausva e Thanr/Thalna – deusas do nascimento. Divindades etrusca-itálicas autênticas.
- Evan – uma das Lasas, deusa da imortalidade pessoal. Divindade etrusca-itálica autêntica.
- Februus – deus da morte, deus da pureza. O mês de fevereiro leva o seu nome. Divindade etrusca-itálica autêntica.
- Feronia – deusa dos libertos, está associada à floresta, ao fogo e à fertilidade. Divindade etrusca-itálica autêntica.
- Fufluns (Dioniso, Baco) – deus do vinho, deus da vegetação. Nome de culto provavelmente Pacha (do latim Baco). Ele era especialmente venerado na Populônia. Divindade etrusca-itálica autêntica.
- Hercle (Héracles) – herói e deus da salvação. Seu mito, baseado no número de representações, foi o mais popular na Etrúria e contém numerosos elementos não gregos.
- Horta – deusa da agricultura. Divindade etrusca-itálica autêntica.
- Laran (Ares, Marte) – antigo deus da terra e da fertilidade, mais tarde deus da guerra. Divindade etrusca-itálica autêntica.
- Lasa – as lasas aladas pertencem à comitiva de Turan e frequentemente têm seus próprios nomes: Achununa, Racuneta, Sitmica. De grande importância é a Lasa Vecu.
- Leinth – deus da morte sem rosto que esperava os mortos no submundo. Divindade etrusca-itálica autêntica.
- Lethans – deus obscuro, do submundo? Deusa?
- Lusna – deusa da lua, possivelmente corresponde à grega Leucoteia. Divindade etrusca-itálica autêntica.
- Mania – deusa da morte. Mãe dos Lares. Divindade etrusca-itálica autêntica.
- Manto – deus da morte. Consorte de Mania.
- Maris – provavelmente amor e fertilidade, possivelmente uma contraparte de Eros. Segundo de Grummond, talvez seja uma contraparte de Gênio.
- Menrva (Minerva, Atena) – Divindade etrusca autêntica. Uma velha deusa itálica da sabedoria e da luta, Uni e Tinia são seus pais, após eles ela é a divindade celestial mais elevada.
- Nethuns (Netuno) – Divindade etrusca-itálica autêntica. Originalmente um deus itálico da água e das nascentes. Um deus particularmente importante para os etruscos como excelentes marinheiros.
- Nortia – uma deusa do destino, que era adorada especialmente em Volsinii.
- Phersipnai (Persephone) – Senhora do Submundo.
- Phersu – presumivelmente demônio da morte.
- Sans – deus dos juramentos.
- Satres – Possivelmente derivado de Saturno, função obscura.
- Selvans (Silvano) – antigo deus da natureza. Divindade etrusca-itálica autêntica.
- Semla – deusa da terra. Mãe de Fufluns.
- Sethlans (Hefesto) – deus ferreiro subterrâneo, deus patrono dos artesãos e artistas.
- Tages – deus da sabedoria, trouxe as disciplinas aos etruscos por intermédio de Tarcon. Divindade etrusca-itálica autêntica.
- Tecum – deus dos lucumões. Divindade etrusca-itálica autêntica.
- Telo e Telumo – dois deuses terrestres. Divindade etrusca-itálica autêntica.
- Thalna – Geburtsgöttin. Divindade etrusca-itálica autêntica.
- Thetlumth – deus do destino e submundo. Divindade etrusca-itálica autêntica.
- Thesan (Eos) – Divindade etrusca autêntica. Deusa do amanhecer, deusa de culto associada a Uni. Comumente representada como alada e tendo auréola, ou aparecendo talvez em diversos espelhos como a figura superior em uma quadriga do começo do dia.
- Thufltha, Tuchulcha e Nathum – demônios do submundo, que também podiam ser invocados para proteção e serviam a Tinia
- Tinia (Zeus, Júpiter) – Divindade etrusca autêntica. Altíssimo Deus, arremessador de raios. Também tem um significado sobrenatural extramundano.
- Tivr – deus da lua. Divindade etrusca-itálica autêntica.
- Turan (Afrodite, Vênus) – Divindade etrusca autêntica. Deusa da beleza, amor e fertilidade; a mais importante das divindades femininas da Etrúria.
- Turms (Hermes, Mercúrio) – mensageiro dos deuses. Divindade etrusca-itálica autêntica.
- Tvath – deusa da ressurreição, semelhante a Deméter.
- Uni (Hera, Juno) – Divindade itálica-etrusca autêntica. Esposa de Voltumna (Tinia), uma deusa da fertilidade que era especialmente adorada em Veios e também é chamada de Senhora do Amanhecer. Por vezes ela é fundida a Afrodite desde o século VI a.C. Ela é a única deusa que pode lançar raios. Padroeira da família, mulheres e mães.
- Usil – deus do sol. Divindade etrusca-itálica autêntica.
- Vanth – Demônios da morte femininos, companheiros dos mortos e guardiões de túmulos com grandes asas e em roupas brancas. Eles costumam carregar pergaminhos nos quais as ações do falecido são registradas.
- Veive – deusa da vingança. Divindade etrusca-itálica autêntica.
- Velchans – Deus de significado pouco claro. Março era sagrado a ele.
- Vetis – algum tipo de demônio, deus do submundo da destruição. Divindade etrusca-itálica autêntica.
- Voltumna – também Veltha, deus supremo, mais tarde deus da guerra e da aliança. Variantes: Vortumnus, Velthumna, Velthumena, Volturnus: Divindade etrusca autêntica. Ele é o deus original dos etruscos. Os representantes da Liga das Doze Cidades se reuniam em torno de seu santuário em Orvieto ou Volsínios/Voltumnae. Mais tarde, ele se funde com Tinia, Zeus e Júpiter, mas em contraste com eles não é um deus do céu, mas uma divindade ctônica da terra. Seus altares são, portanto, cavidades cavadas na terra. Ele foi o único deus etrusco originalmente adotado pelos romanos. Era tão importante para os romanos que após sua vitória sobre Volsínios (agora Bolsena) em 264 a.C., o general M. Fúlvio Flaco ordenou que o santuário fosse construído (de acordo com a História Natural de Plínio, havia 2.000 estátuas) e transferiu o butim para um novo santuário romano, que eles haviam construído para ele no Aventino, privando assim os derrotados etruscos de sua base religiosa mais importante. O processo marca o fim político último dos etruscos, porque com isso eles perderam seu centro espiritual.

De forma análoga à humanização dos deuses baseada nos modelos gregos e romanos, sagas gregas de deuses e heróis também são adotadas (por exemplo, as sagas dos Dióscuros, Orfeu e Héracles), possivelmente misturadas com as suas próprias, e ocasionalmente com um fundo político, porque o mito de Eneias era, por exemplo, muito popular entre os romanos e servia para glorificar e legitimar o próprio passado. Disto, como já aconteceu várias vezes, é problemático derivar uma verdadeira descendência histórica dos etruscos dos troianos e, portanto, dos hititas, embora os estudos linguísticos mais recentes apontem novamente nesta direção ao postularem uma relação entre o etrusco e o luvita, que também pode ter sido falada em Troia, como indicam as inscrições recém-encontradas.

## Lei religiosa, sacerdote e culto

### Bases espirituais

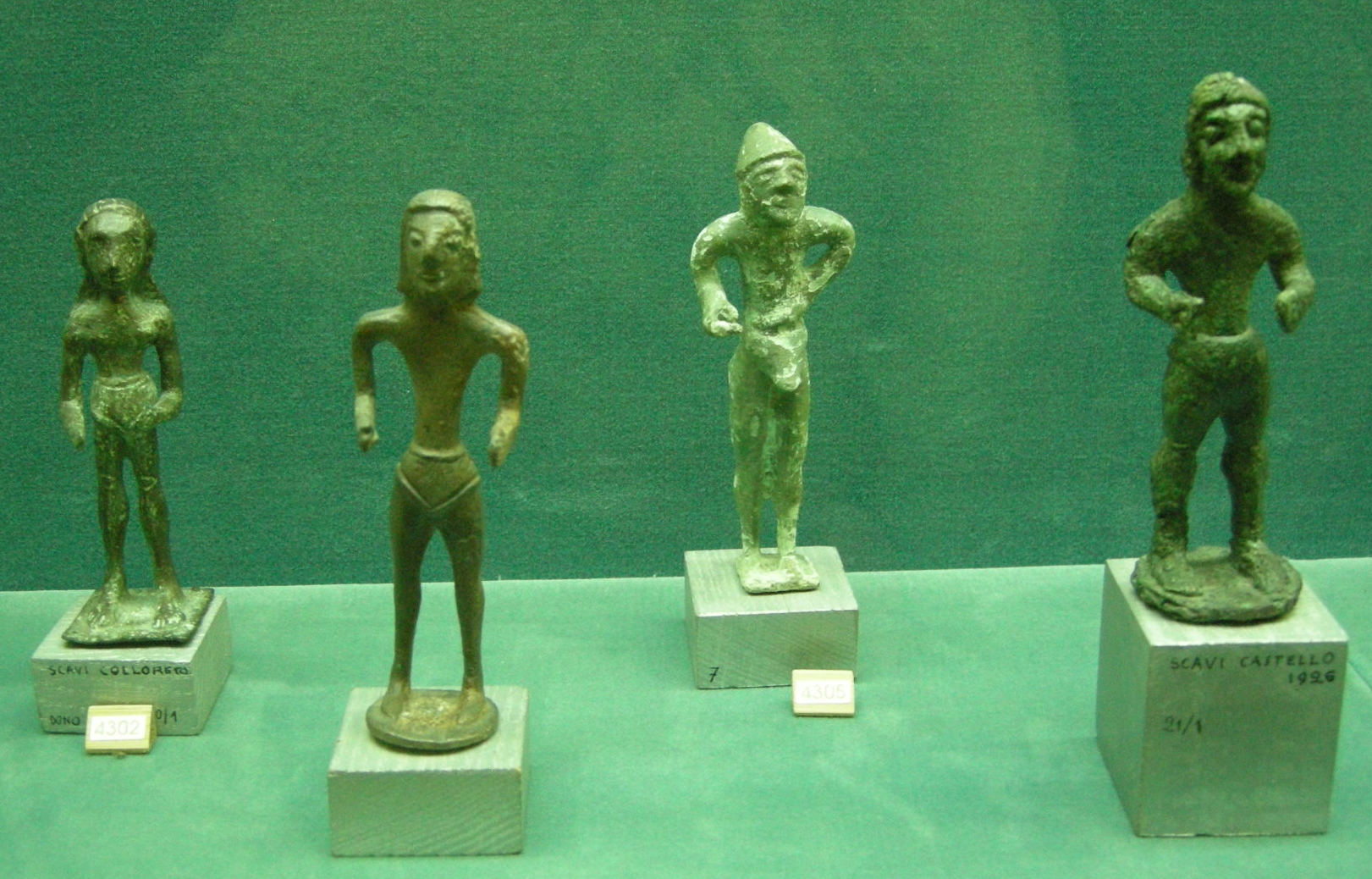
Estatuetas de bronze etruscas típicas do Museu Etrusco Guarnacci, meados do século VII a.C. Talvez ofertas votivas. As estatuetas pertencem à fase do estilo geométrico, como era típico da cultura Villanova

Nos tempos antigos, os etruscos eram famosos por suas práticas religiosas e considerados um povo religioso. Vários historiadores até derivaram erroneamente o nome Tusci do grego thysiazein―a palavra para sacrifício. Para os etruscos, todas as áreas da vida e da natureza eram predeterminadas pela vontade divina. Ao interpretar e pesquisar a vontade divina, eles tentaram prever o máximo possível e agir de acordo. Ainda no século VI a.C. é relatado pelo historiador romano Procópio que os etruscos de sua época eram famosos como videntes. Suas vidas eram moldadas por profundos temores religiosos, que eles tentaram combater com rituais particularmente intensos, muito mais do que todos os povos antigos do Ocidente. O principal objetivo desses rituais era forçar os deuses a adivinhar seus segredos. Sem adivinhação, ou seja, a exploração exata da vontade divina e futuras intenções divinas, não havia decisões ou ações importantes, tanto pública quanto privada. Se o resultado desta previsão era negativo ou ameaçador, cerimônias preventivas ou protetoras complexas tinham que ser realizadas e sacrifícios ser feitos, como evidenciado por um número extraordinariamente grande de achados de oferendas votivas, muitas vezes esculturas relativamente grosseiras com figuras tipicamente alongadas. O exame do intestino e do fígado por um harúspice eram particularmente importantes em termos de adivinhação. Em segundo lugar estava a interpretação de relâmpagos e outros fenômenos celestes, como o vôo dos pássaros, em terceiro lugar estava a interpretação de fenômenos celestes e terrestres incomuns. A exclusão de tais prodígios era equivalente à exclusão da própria ordem cósmica.

#### O calendário
O que Roma devia a seus reis etruscos, além da arquitetura, planejamento urbano, hidráulica e outras técnicas culturais básicas, era o calendário religioso com sua tentativa de alinhar o ano solar e o ano lunar. Os nomes dos meses de abril e junho também são originalmente etruscos, possivelmente também fevereiro. Com base nos festivais registrados neste calendário, mesmo eventos anteriores podem ser rastreados até o século VI a.C. até hoje com relativa certeza. Ao contrário de outros textos, esse calendário é bem atestado em cerca de 40 fontes originais. Este calendário ritual, no Liber linteus, um dos mais longos textos existentes na língua etrusca, preservado nas bandagens de múmia de Zagreb e que data do século I a.C., sobreviveu em grande parte, apesar de estar bem incompleto e ser apenas parcialmente legível.
Foi introduzido em Roma pelo etrusco Tarquínio Prisco (616–579 a.C.), o quinto rei de Roma. Em uma forma revisada em 45 a.C., foi assumido por Júlio César e substituiu o antigo calendário romano, que era completamente inadequado devido à sua sistemática baseada no ano lunar, como os Fasti Antiates maiores do século II a.C. Os calendários contêm vários vestígios muito antigos, como um ano solar pré-etrusco de dez meses. As festas registradas neste antigo calendário refletem a transição da vida rural para a urbana em Roma, mas também sua desespiritualização, com atividades religiosas cada vez mais nacionalizadas e deslocadas da esfera privada e asseguravam aos cidadãos de que os ritos seguiam processos naturais, que a vontade dos deuses estava cumprida e que a participação pessoal não era mais necessária. Isso marcou uma ruptura durante séculos entre a vida totalmente religiosa dos etruscos e a vida secular dos romanos.

### Atos cúlticos

#### Condições gerais, termos e fenômenos individuais
Estrutura
- Os etruscos formavam uma comunidade de culto que não era politicamente determinada e tinha como base uma crença popular aparentemente profunda, no centro da qual estava a unidade do homem, a natureza e o cosmos e a submissão absoluta à vontade dos deuses, que, no entanto, podia ser reconhecida através de sinais e sua interpretação.
- Além de presumivelmente numerosos locais de consagração natural (ver abaixo) documentados por achados votivos, havia também alguns centros de culto importantes (fano), um dos mais importantes no centro geográfico aproximado das doze cidades perto de Orvieto: o Fano de Voltumna, onde os líderes espirituais e seculares da Federação de cidades se reuniam uma vez por ano e que, ao contrário de relatos antigos, aparentemente não foi destruído pelos romanos, mas continuou a ser buscado com um alto grau de respeito, como achados de moedas romanas e etruscas mostram estar em conexão próxima.
- O sacerdócio estava nas mãos dos governantes, mais tarde nas mãos de algumas famílias aristocráticas e, de acordo com a cosmologia estrita dos etruscos, era uma importante posição de poder.
- A prática de culto foi moldada por doutrinas secretas, e outros detalhes além das práticas relatadas e adotadas pelos romanos não sobreviveram. Nos primeiros dias, parece ter havido sacrifícios humanos.[7]

Fenômenos únicos
Dois fenômenos religiosamente relevantes devem ser mencionados aqui:
- O uso de máscaras em cerimônias de culto: Este fenômeno, que também pode ser encontrado entre os gregos, aparentemente vem da cultura do Egeu. Nas apresentações de culto dos etruscos, por exemplo durante uma cerimônia fúnebre, os atores sempre apareciam com máscaras chamadas phersu, das quais em latim, onde tais tradições foram adotadas, se desenvolveu a palavra persona, que já apareceu em muitas línguas europeias, que agora, em contraste com o significado original, não denota mais o típico esquematizado, mas o indivíduo.
- A procissão durante as cerimônias de culto foi outra tradição introduzida pelos etruscos na Itália, que também vem do Mar Egeu, onde é atestada nas antigas culturas da antiga Tera, Micenas e minoica. Essas procissões eram praticadas principalmente em funerais e sacrifícios de animais, bem como em certos serviços do templo, por exemplo, durante feriados rituais. Essa tradição também foi adotada pelos romanos e, depois deles, pela Igreja Católica.

### Etrusca disciplina
As escrituras etruscas eram um conjunto de textos denominado Etrusca Disciplina. Este nome aparece em Valério Máximo, e Marco Túlio Cícero refere-se a uma disciplina em seus escritos sobre o assunto. Massimo Pallottino resume as escrituras conhecidas (mas não sobreviventes) como Libri Haruspicini, contendo a teoria e as regras de adivinhação de entranhas de animais; os Libri Fulgurales, descrevendo a adivinhação dos relâmpagos; e os Libri Rituales. O último era composto pelos Libri Fatales, detalhando os métodos religiosamente corretos de fundar cidades e santuários, drenar campos, formular leis e ordenanças, medir o espaço e dividir o tempo; os Libri Acherontici, lidando com o além-vida; e os Libri Ostentaria, contendo regras para a interpretação de prodígios. As revelações do profeta Tages foram dadas nos Libri Tagetici, que incluíam os Libri Haruspicini e os Acherontici, e as da profetisa Vegoia nos Libri Vegoici, que incluíam os Libri Fulgurales e parte dos Libri Rituales.
Os etruscos aceitavam a inescrutabilidade das vontades de seus deuses. Como resposta ao problema de determinar a vontade divina, eles desenvolveram um sistema elaborado de adivinhação; isto é, eles acreditavam que os deuses oferecem um fluxo perpétuo de sinais nos fenômenos da vida cotidiana, que, se lidos corretamente, poderiam direcionar os assuntos da humanidade. Essas revelações podem não ser compreensíveis e podem não ser agradáveis ou fáceis, mas eram perigosas para duvidar.
A Disciplina Etrusca era, portanto, principalmente um conjunto de regras para a conduta de todos os tipos de adivinhação; Pallottino chama isso de "constituição" religiosa e política: não dita quais leis devem ser feitas ou como os seres humanos devem se comportar, mas sim elabora regras para fazer aos deuses essas perguntas e receber respostas. Cícero em sua obra De Divinatione considerou essa herança da prática de forma cética:
"Pois a aceitação apressada de uma opinião errônea é desacreditável em qualquer caso, e especialmente em uma investigação sobre quanto peso deve ser dado aos auspícios, aos ritos sagrados e às observâncias religiosas; pois corremos o risco de cometer um crime contra os deuses se os desconsiderarmos, ou de nos envolvermos na superstição das velhas se as aprovarmos."
Mas também a gracejou, como a respeito da adivinhação do canto de sapos:
"Quem poderia supor que os sapos tivessem essa previsão? E, no entanto, eles têm, por natureza, alguma faculdade de premonição, suficientemente clara por si só, mas escura demais para a compreensão humana."

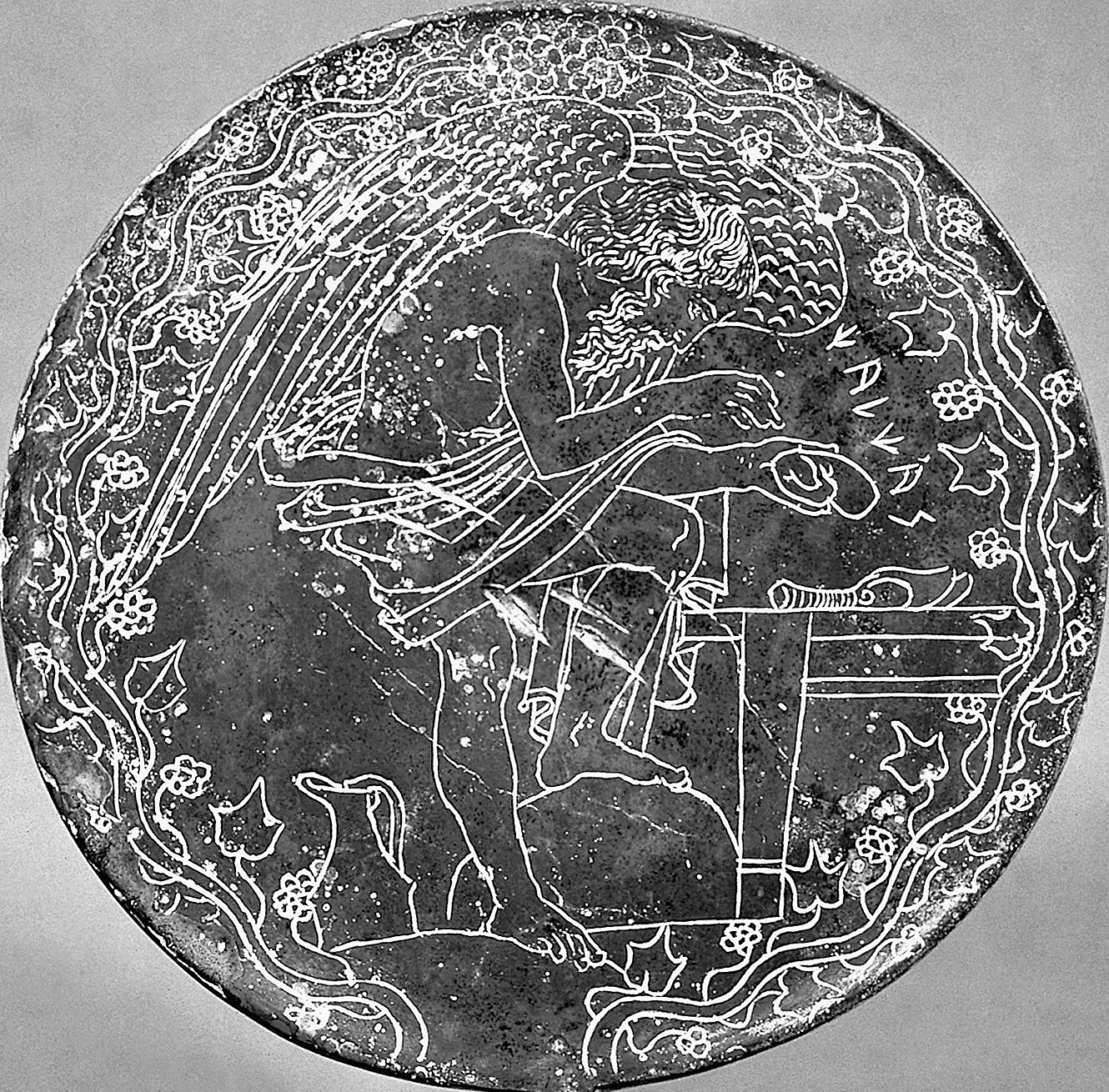
Calcas como harúspice. Espelho etrusco do século V a.C.

Os preceitos religiosos resumidos na Etrusca disciplina regulavam a vida e os relacionamentos com os deuses, bem como as maneiras e métodos com os quais sua vontade poderia ser pesquisada, o que, em princípio, não era, entretanto, assumido como racionalmente explicável diretamente. Em contraste com os Livros Sibilinos dos romanos, as disciplinas não continham realmente adivinhação e evidentemente não eram baseadas em um sistema ético real no sentido de um padrão bom-mau dedicado. Em vez disso, a ideia básica era que os deuses estavam em contato constante com o mundo humano, tanto em nível coletivo quanto individual, e se comunicavam por meio de um fluxo constante de sinais. O centro da religião etrusca era interpretar a vontade dos deuses e influenciá-la tanto quanto possível. Isso permitia que os sacerdotes entrassem em comunicação direta com os poderes do outro lado (como em xamanismo). As práticas de profecia romana baseadas nos métodos etruscos são apenas um reflexo fraco disso, especialmente porque forneciam apenas respostas simples de sim ou não e nenhuma instrução diferenciada como com os etruscos. A diferença fundamental entre a visão de mundo romana e etrusca torna-se particularmente clara aqui: os etruscos se sentiam parte de um cosmos comunicante que determinava suas vidas, os romanos, por outro lado, estavam distantes do mundo dos deuses, assumiam-no formalmente através de sacrifícios, mas eles estavam focados na vida cotidiana e no mundo real. No entanto, esse determinismo não era de forma alguma absoluto e arbitrário, por exemplo no sentido de uma predestinação, que em qualquer caso, em contraste com o determinismo, é direcionada mais para o além, por exemplo, através da escolha divina da graça (como no calvinismo), e não é determinada por conexões causais compreensíveis, como sob o envolvimento sistêmico-lógico dos deuses. No entanto, esse determinismo da religião etrusca ao final da era etrusca por volta do século IV/III a.C. se transforma em um certo fatalismo, como mostram os afrescos de túmulos pessimistas dessa época com suas figuras de demônios (ver abaixo).
Mas esse determinismo não era rígido e sem esperança. Por exemplo, a morte de um indivíduo poderia ser atrasada em até dez anos por meio de medidas adequadas, e o término das pessoas em até 30 anos. O poder sobre isso estava nas mãos dos sacerdotes, que, portanto, ocupavam uma posição central na sociedade e estavam principalmente ligados ao governo dos lucumões. No entanto, esta situação permite concluir que os etruscos sabiam desde o início o fim de sua época e viviam tendo isso em vista.
Portanto, não é surpreendente que os romanos não adotassem este lado da religião etrusca, embora continuassem outros rituais e formalidades, como trajes oficiais, cerimônias como a procissão triunfal, titulaturas e símbolos como os fasces, os feixes de varas em torno de uma machadinha como símbolo do poder punitivo mundano, que sobreviveria então como designação nos tempos modernos, porque daí vem a palavra fascismo. O báculo e a mitra também são de origem etrusca. O título do Papa como Pontífice máximo (supremo construtor de pontes ou desbravador, ou seja, áugure, a etimologia é controversa) por sua vez, é um sinal da combinação das funções seculares e sagradas, que estavam inextricavelmente ligadas na Etrúria, um costume que em Roma rapidamente se solidificou em um ritual puro, tal qual a invocação dos deuses etruscos antes de cada ato oficial e das pomposas cerimônias fúnebres da nobreza ou o culto do templo incluindo estátuas de deuses. Com as pessoas comuns, por outro lado, o costume de invocar as forças divinas sem rosto, as numina, na natureza e também usar cerimônias mânticas permaneceu por muito tempo.

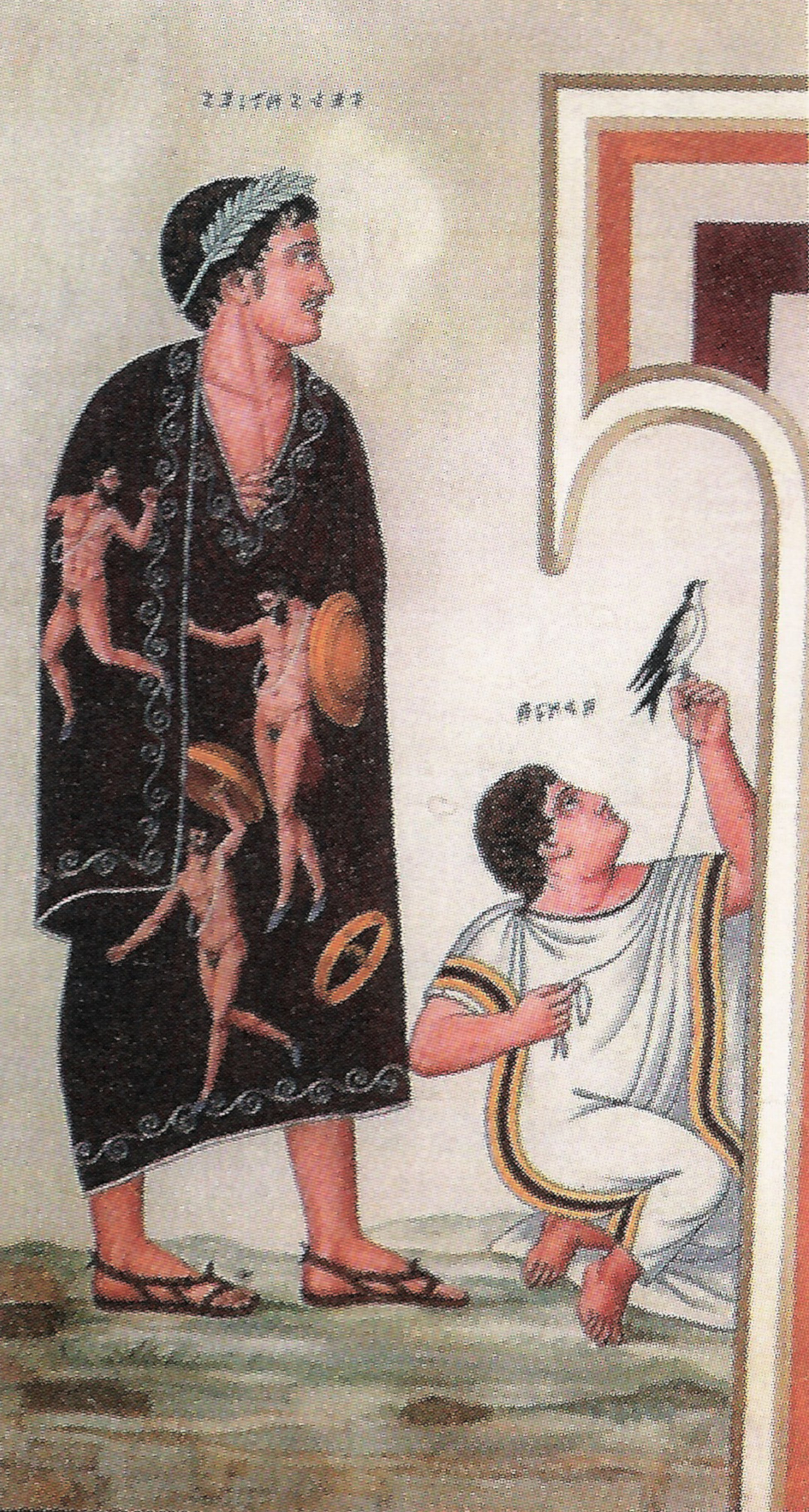
O magistrado Vel Satis observa a soltura de um pássaro, provavelmente em um ritual de auspício. Thuftlha, uma deusa do destino, costuma também se associar a pássaros na iconografia do século IV a.C.

A Etrusca disciplina não foi transmitida como um todo e só pode ser parcialmente reconstruída a partir das menções de autores romanos. Elas foram registradas em livros antigos, os quais, segundo a lenda, provenientes de um ctônico extramundano, porque milagrosamente foi exarada da terra em Tarquinia uma figura divina chamada Tages, com corpo de criança e cabeça de velho, filho de Gênio e neto de Zeus, que os teria ditado aos representantes dos doze "povos" (populi) etruscos. (Outra parte dessas disciplinas teria sido revelada pela ninfa Vegoia.) Eles continham os regulamentos sobre a interpretação do voo dos pássaros, relâmpagos e vísceras, bem como a doutrina secular, segundo a qual a vida da civilização e da cultura etrusca era limitada a um certo número de saecula. O período de tempo predeterminado era de oito ou dez saecula, dependendo da tradição, neste caso com um saeculum abrangendo cerca de cem anos. O primeiro saeculum delimitado pelos etruscos corresponde de fato com o início das evidências materiais de sua cultura ancestral distinta, enquanto o décimo saeculum final, de início em 44 a.C., coincidiu com o período de fim de autonomia das cidades etruscas. Porém, um saeculum não equivalia necessariamente a um século, mas a palavra indica qualquer ciclo, como os da vida humana, que era dividida pelos etruscos em estágios de 27 anos e para a qual as profecias tinham valor preditivo até no máximo de 84 anos. Governantes romanos empregaram posteriormente essa doutrina etrusca de eras em tentativas de realizar profecias, apresentando os portentos seculares como referências a um assumido papel de salvador. Outra tradição associada era de que um alto som de trombeta era escutado no céu ao fim de um saeculum e início de outro, como comentaristas relatam ter sido ouvido em 88 a.C., o que levou o Senado a consultar harúspices.
No entanto, o cânon estava constantemente sendo expandido com novos ensinamentos. Os romanos classificaram esses livros como libri fulgurales, haruspicini e rituales. Os dois primeiros referem-se a técnicas divinatórias limitadas. O terceiro, por outro lado, sumariza uma visão geral filosófico-religiosa de todas as áreas temáticas etruscas, muito além da adivinhação. Existem regras rituais que se relacionam com todos os aspectos da vida social, desde a fundação das cidades até a agricultura, bem como teorias cosmológicas e especulações sobre o destino das pessoas e das cidades (libri fatales).
Em alguns santuários, por exemplo, ocorria anualmente o rito relatado em latim como clavus annalis, "prego anual", em que no início de cada ano era martelado um prego.

#### Áugures, harúspices: os sacerdotes
As investigações divinatórias de acordo com a disciplina eram conduzidas por aqueles que os romanos chamavam harúspices ou sacerdotes; Tarquinii tinha um colégio de 60 deles. Os etruscos, como evidenciado pelas inscrições, usavam para eles várias palavras: capen, maru, eisnev, hatrencu (sacerdotisa). Quanto às suas práticas específicas, netsvis era a palavra para harúspice e trutnvt frontac associa-se ao "fulgurador", na brontoscopia. Referindo-se à arte, ziχ neθsrac significa "escrito sobre haruspício".
Ambos os termos harúspice e áugure foram mais tarde usados amplamente como sinônimos pelos romanos. O áugure é provavelmente mais antigo, entretanto, porque a palavra pode ser derivada de augere = florescer (ainda preservada hoje em "inauguração") e, portanto, sugere que antigos ritos de fertilidade agrária eram realizados. Não deve ser confundido com isso o termo auspicium, que foi derivado de avi-spicium, ou seja, observação de pássaros. Haruspex, por outro lado, vem de haru-spicium, a aparência (spicium) de intestinos. Os augúrios eram então geralmente entendidos como processos de culto através dos quais os deuses eram consultados de acordo com regras fixas, um processo que então era geralmente chamado de auspícios, sem sempre compreender o significado do vôo ou das vozes dos pássaros.
Função

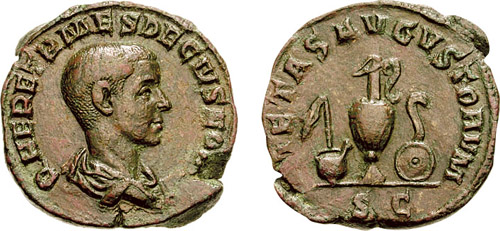
Moeda de bronze romana (sestércio) representando o imperador Herênio Etrusco, no anverso, vários instrumentos augurais no verso: esquerda: concha sobre o regador, meio: jarro de água, direita: báculo sobre tigela plana de oferendas

Visto que eles também exerciam um cargo comparável na religião romana, mas o faziam dentro da estrutura das atitudes romanas, pouco se sabe sobre as verdadeiras origens e peculiaridades etruscas. Os sacerdotes usavam um paramento específico: uma espécie de veste talar com capa de franjas e fíbula, e distintos também por um chapéu cônico e afilado, como um ápex (apex) ou galero (galerus) cúlticos dos romanos, ou ainda hoje na mitra dos bispos; além de um casaco de couro provavelmente feito de pele de animal de sacrifício, incluindo uma túnica curta. Portavam também uma varinha mágica que os autores latinos chamaram de lítuo (lituus), um bastão sem nós de extremidade retorcida, associado ao augúrio, como também é encontrado na cultura babilônica e é preservado como uma equipamento pastoral de bispos católicos até hoje. O lítuo era usado, entre outras coisas, para estabelecer um templo, uma área sagrada, no céu, dentro da qual o voo dos pássaros era julgado. Foi o símbolo oficial mais importante da classe dos áugures até a época romana. Os sacerdotes ocupavam uma posição social elevada, a maioria vinha da classe aristocrática e às vezes eram até idênticos ao rei da cidade. Além disso, parece ter havido uma espécie de harúspice de aldeia depois de Cícero. Mesmo na época da República Romana, se necessário o próprio Senado chamava em casos problemáticos verdadeiros harúspices etruscos, que então exerciam grande poder em Roma em casos de tomada de decisão geralmente política, uma vez que se pressupunha que a base destes haruspícios-julgamento era uma ciência antiga e respeitada (as disciplinas). Mesmo com os romanos em geral durante a época republicana, mas também depois, ações estatais sem atos religiosos correspondentes eram impensáveis.
A formação dos sacerdotes era longa e complexa e acontecia em escolas especiais, entre as quais a de Tarquinii gozava de melhor reputação. Essas escolas não eram apenas seminários, mas uma espécie de universidade com diferentes faculdades, cujo currículo incluía não apenas conhecimentos teológicos e religiosos, mas todo o conhecimento enciclopédico de que um sacerdote precisava, desde astronomia e meteorologia até zoologia, de ornitologia e botânica até geologia e hidráulica, sendo o último assunto a especialidade dos profissionais de águas que assessoravam as cidades sobre o abastecimento hídrico. Na Etrúria, como no antigo Oriente, a teologia e a ciência secular não eram separadas. Em vez disso, pensava-se que tudo o que o homem faz na terra deve ser feito de acordo com o cosmos. Assim, todos os esforços dos sacerdotes foram direcionados para explorar a vontade dos deuses celestiais de acordo com a lei religiosa.
Instruções encontradas aos sacerdotes sobre o culto urbano incluem: "seja benevolente e incline-se aos templos do povo, às cidades e bairros e lares", "prepare o incenso, ofereça com a vasilha cerimonial esses pães", "No mês de Celi [Setembro], no dia vinte e quatro, as oferendas a Netuno devem ser feitas e imoladas. E na mesma manhã, a oferenda a Véjove deve ser imolada, e além disso o serviço divino como no vigésimo quarto dia".

#### Interpretação do relâmpago e do vôo de pássaro
Em geral
Sinais terrestres e celestiais eram interpretados. O mais importante era a interpretação do relâmpago, ao passo que, ao contrário dos romanos, a interpretação do vôo dos pássaros tinha pouca importância. As vísceras, entretanto, tinham seu próprio peso e também eram transmitidas detalhadamente nos Libri. Essas três disciplinas foram chamadas de artificiosa por Cícero, técnicas baseadas em suposições derivadas de métodos e observações de classificação altamente desenvolvidos. O que falta por completo, entretanto, são as informações sobre as chamadas naturalia de Cícero, que são baseadas na possessão mística, correspondendo aproximadamente ao arrebatamento extático dos xamãs ou cultos de mistérios gregos ou orientais.
Disciplina fulgural
Foi transmitida no Libri fulgurales, cuja origem foi atribuída à ninfa Vegoia (ou seja, não por Tages). Muito do que se sabe sobre ela vem de Sêneca e Plínio. De acordo com Plínio, o Velho, os etruscos distinguiam onze tipos de relâmpagos, que eram enviados por nove deuses diferentes (Di novensides). Havia um sistema meticulosamente preciso que descrevia tanto a região do céu de onde o relâmpago veio, como onde ele atingiu e onde o deus o lançou, mas também para onde ele retornou, porque se acreditava firmemente que o relâmpago fazia isso. Tinia tinha três relâmpagos disponíveis, mas ele só podia lançar o primeiro sozinho, com o segundo ele tinha que pedir o conselho dos deuses e com o terceiro até mesmo dos dei consentes.
Este primeiro estágio sistemático era seguido pelo segundo, o da interpretação divinatória, e o terceiro, o da reconciliação dos deuses por meio da purificação, sacrifício, orações, etc. Para interesses privados, a premissa de um relâmpago era válida por um período máximo de dez anos, para interesses estaduais por um período máximo de 30 anos. As exceções eram relâmpagos em aniversários, para fundar uma nova casa ou na fundação de uma nova cidade.
Disciplina augural
O comportamento dos pássaros, principalmente sua voz e direção de vôo, também foi utilizado para previsões, embora com um peso bem menor, o que, no entanto, tendo em vista que esta disciplina era mais difundida entre os povos itálicos, sugere deficiências na tradição e uma possível preponderância inibitória da disciplina que também prevalecia entre os próprios romanos. Portanto, relativamente pouco se sabe sobre isso, apenas que somente os pombos davam augúrios aos reis. Além disso, os etruscos tinham listas de aves relevantes para esse propósito, algumas com espécies que já haviam deixado de existir na Itália naquela época, ou seja, aparentemente muito antigas. Havia também uma forma especial de auspícios guiados em que certos pássaros, como galinhas, eram conduzidos por cordas e suas bicadas de grãos eram interpretadas, um método que generais no acampamento do exército também praticavam, por exemplo.

#### Haruspícios: vísceras e exame do fígado

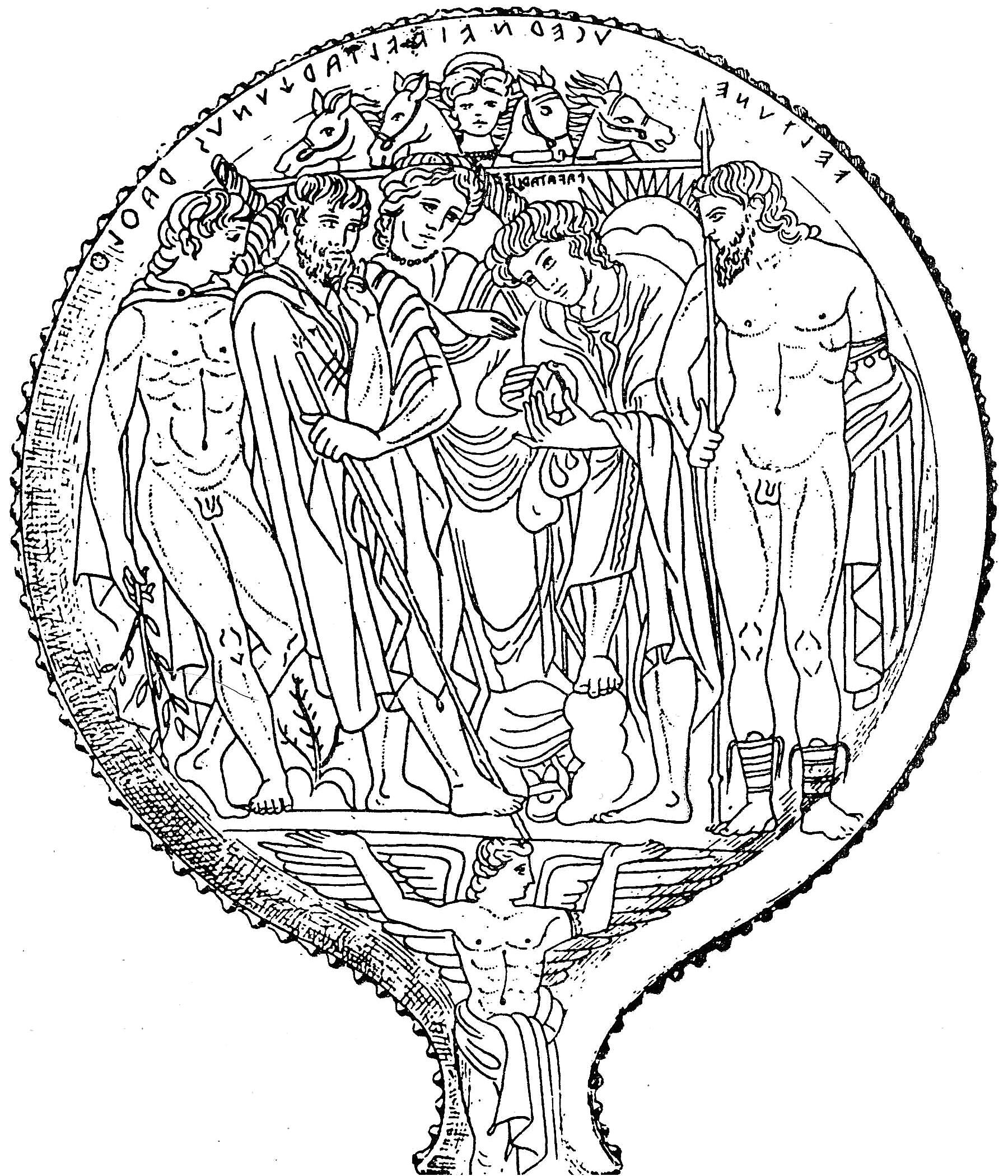
Pava Tarchies (nome etrusco para "Infante Tages") lendo um fígado. Ele usa o chapéu sacerdotal pontiagudo característico na cabeça

A prática da inspeção do fígado (hepatoscopia), muito difundida no Oriente naquela época, também foi praticada pelos etruscos e posteriormente adotada pelos romanos. Práticas semelhantes já podiam ser encontradas na área babilônica-caldeia, de onde foram adotadas pelos hititas, e mais tarde pelas culturas orientais circundantes, e, apesar das diferenças consideráveis, uma série de interpretações comuns podem ser identificadas, de modo que há pelo menos laços estreitos com tais centros religiosos no século III a.C. Aparentemente, também existem relações astrológicas, uma vez que as representações do fígado parecem estar relacionadas a tais fatores.
A inspeção intestinal é descrita nos Libri haruspicini, que só foi transmitido em fragmentos de fontes romanas. Como em outras áreas, surge a questão de como podemos separar as tradições romanas das tradições etruscas originais. O fator decisivo aqui é que os auspícios romanos tinham apenas uma resposta sim/não, enquanto os auspícios etruscos eram diferenciados e refletiam a complexa vontade dos deuses. Além disso, ao contrário dos etruscos, os romanos não removiam as entranhas do corpo do animal do sacrifício.
O animal de sacrifício mais importante eram as ovelhas. Todos os modelos de fígado correspondentes que chegaram até nós vieram desse animal. Além do fígado, o coração também era usado (somente por volta do século III a.C.), os pulmões (vistos como agourentos) e possivelmente o baço. Um mau sinal era a ausência ou tamanho pequeno do órgão. No entanto, o principal órgão dos haruspícios era o fígado. Certas zonas do órgão foram atribuídas às divindades individuais, e anormalidades eram então pesquisadas (hieromancia). Os critérios de avaliação (cor, forma, tamanho, simetrias, consistência, membranas, protuberâncias, vesícula biliar etc.) eram complexos e foram atribuídos ao sistema cósmico, como pode ser visto no Fígado de Bronze de Piacenza.
A partir de seus documentos, sabe-se de algumas declarações formais feitas na prática, como: "que a honra não seja aumentada para os mais baixos e os rejeitados".

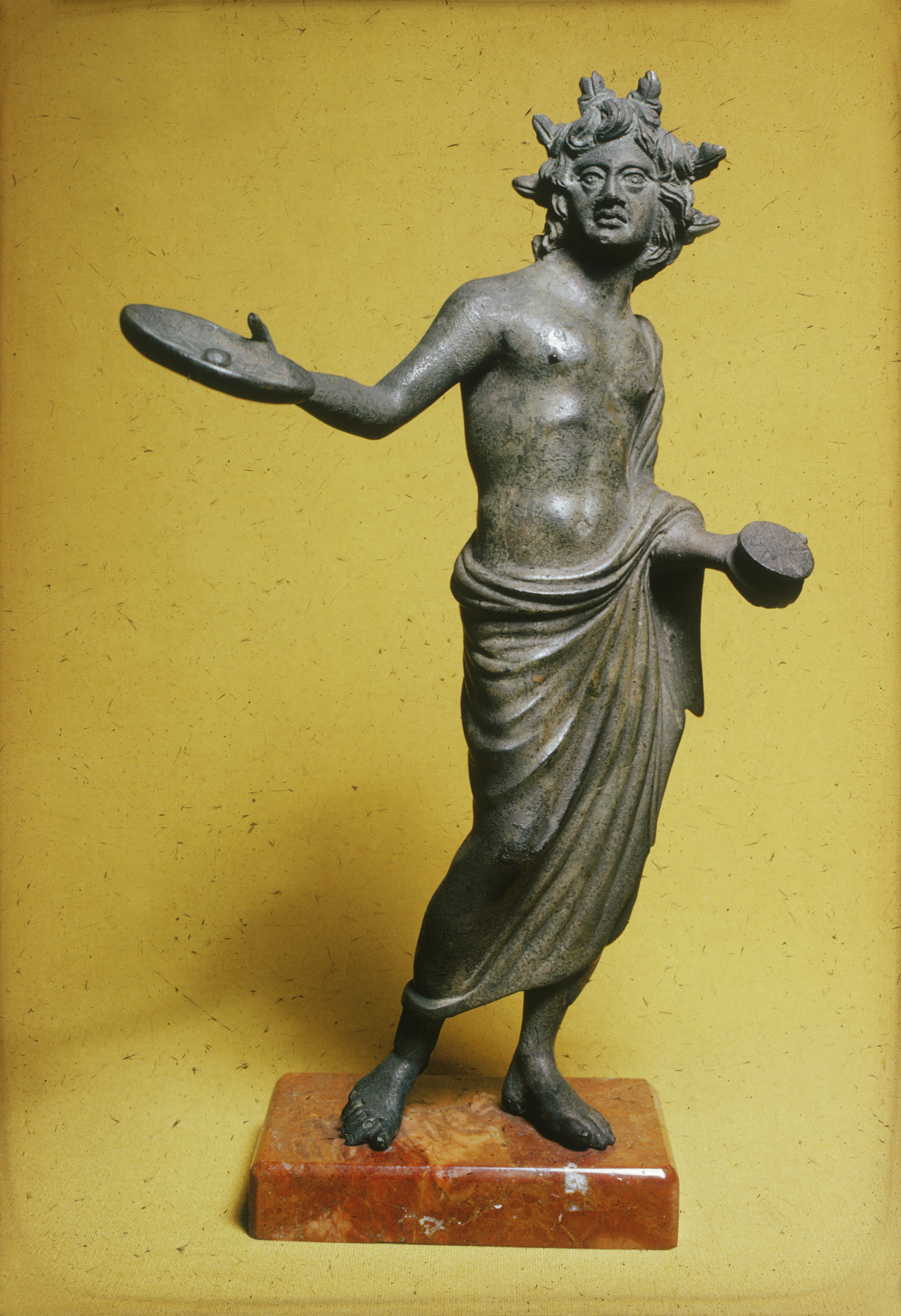
Figura de bronze etrusca votiva em estilo helenístico (século II a.C.). Com uma coroa de folhas na cabeça, ele porta uma fiale para oferendas líquidas e uma caixa de incenso

#### Outras regras: espaço e tempo
Nos Libri rituales, eles se relacionam principalmente com a ordem do espaço e do tempo e a posição das pessoas nele, e contêm regras sobre a natureza ritual da fundação e planejamento da cidade, a construção de templos e altares, a organização de exércitos e administrações e, em geral, o tipo de atividades cívicas neste contexto. Central é o aspecto de Limitatio, ou seja, a limitação de espaço e tempo cósmico e terrestre. Assim como o céu foi dividido em setores, a Terra também era dividida em coordenadas astronômicas. O macrocosmo e o microcosmo estavam, portanto, em uma relação análoga um com o outro. No entanto, enquanto o céu tinha uma estrutura radial, esse sistema na terra previa uma multiplicação dos eixos, que resultava em unidades retangulares. A vida humana ocorria dentro dessas estruturas geométricas fixas e era determinada por um ritmo de sete anos com no máximo doze dessas hebdômadas. Assim, a vida das pessoas, mas também das próprias cidades e dos próprios estados, foi claramente definida em termos de duração, a partir de sinais e prodígios ocorridos na fundação das cidades, geralmente acontecimentos extraordinários que também deveriam ser classificados como milagres e indicavam o término. Prodígios (prod-agere = surgir inesperadamente) tinham basicamente um caráter bastante negativo dentro do fatum positivo, o destino determinado pelos deuses, que era perturbado por um prodígio e tinha que ser corrigido novamente. Essa previsibilidade e definição é uma peculiaridade da religião etrusca, especialmente porque significa que o fim é claramente reconhecível desde o início.

#### Ostentaria: interpretação dos milagres
Eles estão incluídos na última seção dos Libri rituales e sua importância excede a de qualquer outra parte. Existe uma lista de milagres interpretados, que são classificados de forma a possibilitar interpretações analógicas. A primeira classe desta sistemática inclui todos os aspectos do cosmos com terremotos, fenômenos atmosféricos e astronômicos, etc. Fenômenos animais e vegetais também são listados, com sinais que trazem boa sorte (animais de estimação, principalmente ovelhas) a serem distinguidos de sinais nefastos (ratos, abelhas).

### Culto dos mortos

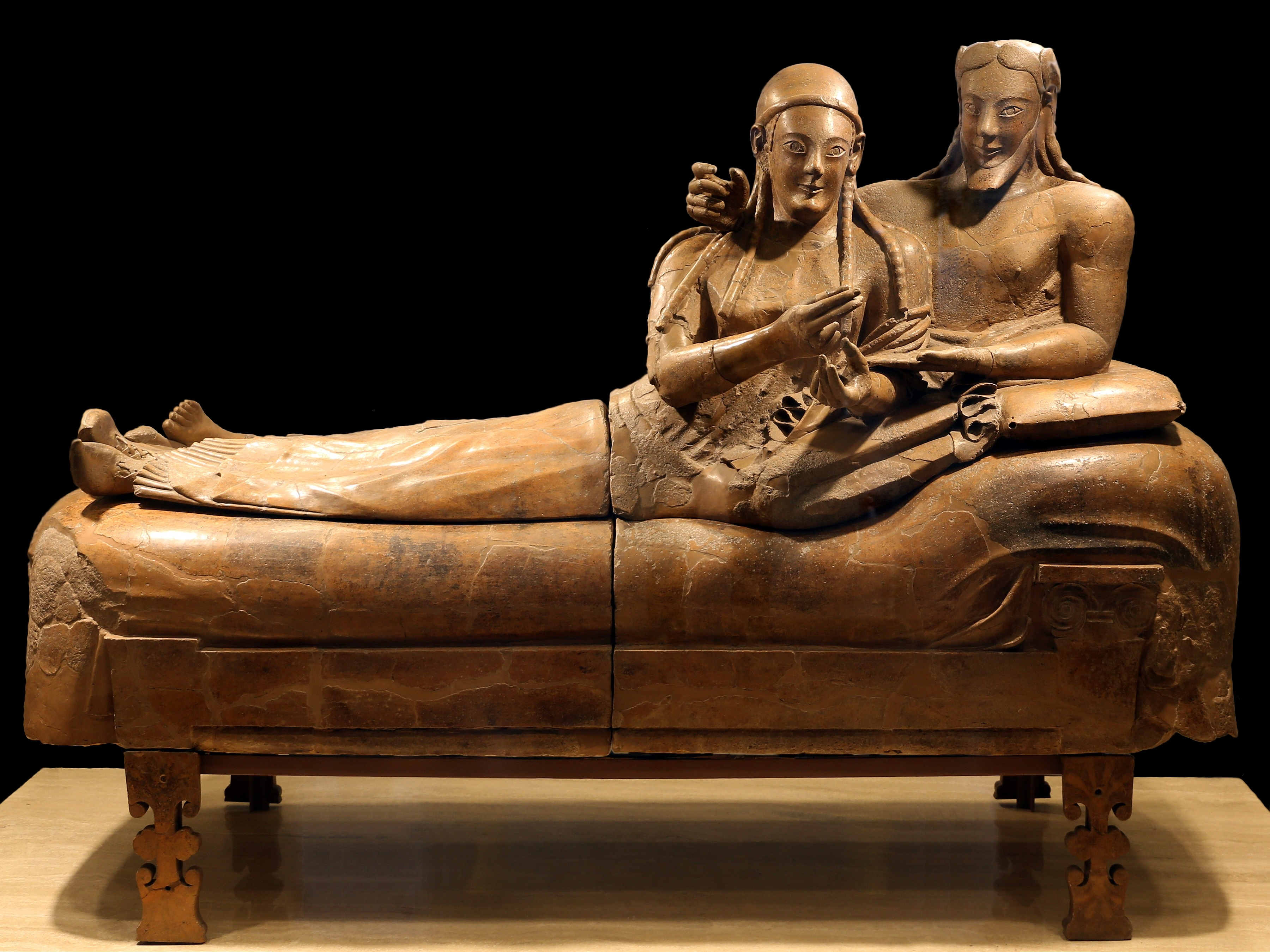
Sarcófago dos cônjuges de Cerveteri; por volta de Terracota, Museo Nazionale di Villa Giulia, Roma, representação típica, com mulheres como iguais

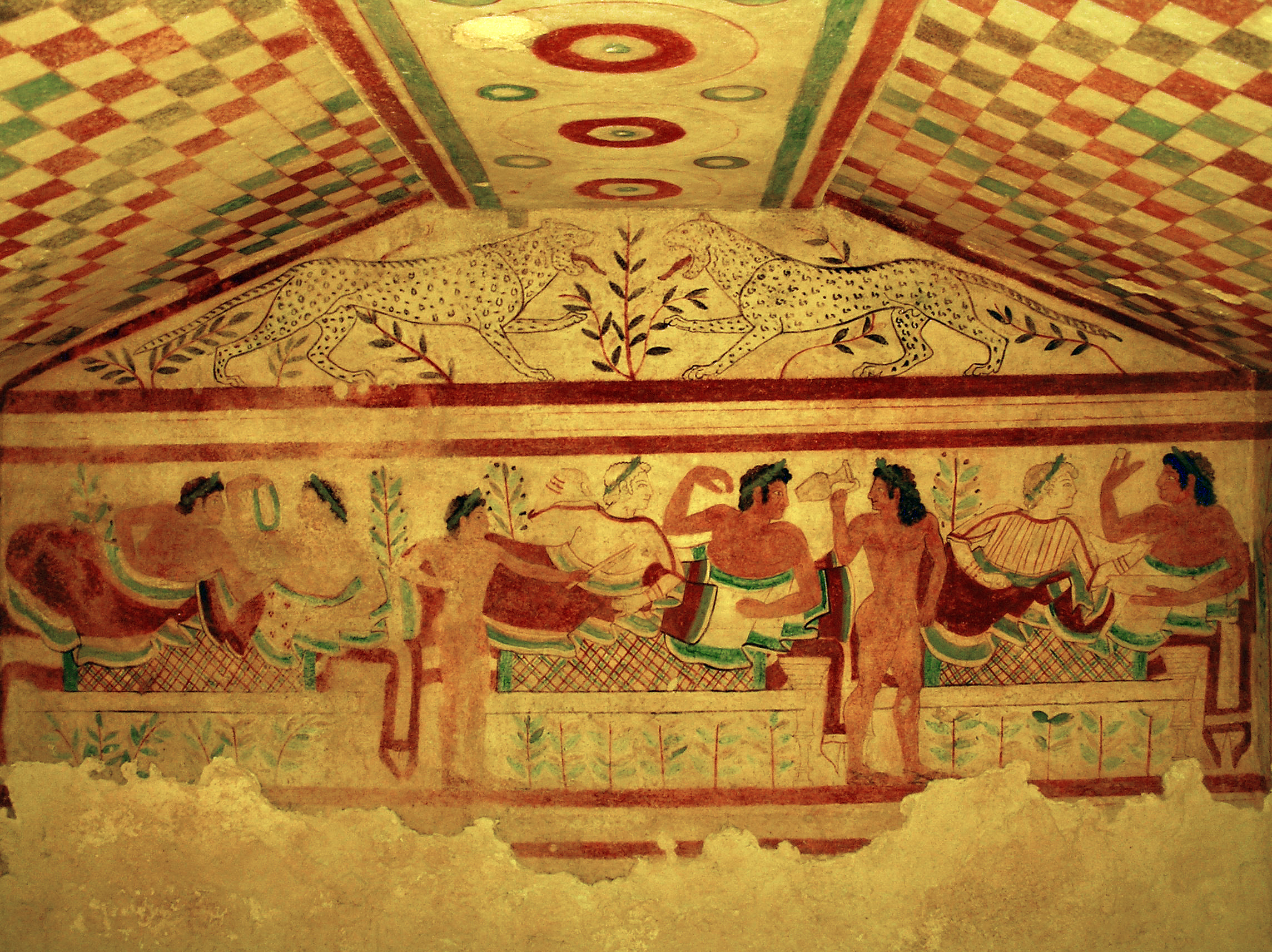
Pintura de parede na Tumba dos Leopardos, uma câmara mortuária subterrânea da necrópole etrusca de Tarquínia, Itália. As ideias luxuosas da vida após a morte da classe alta etrusca são mostradas

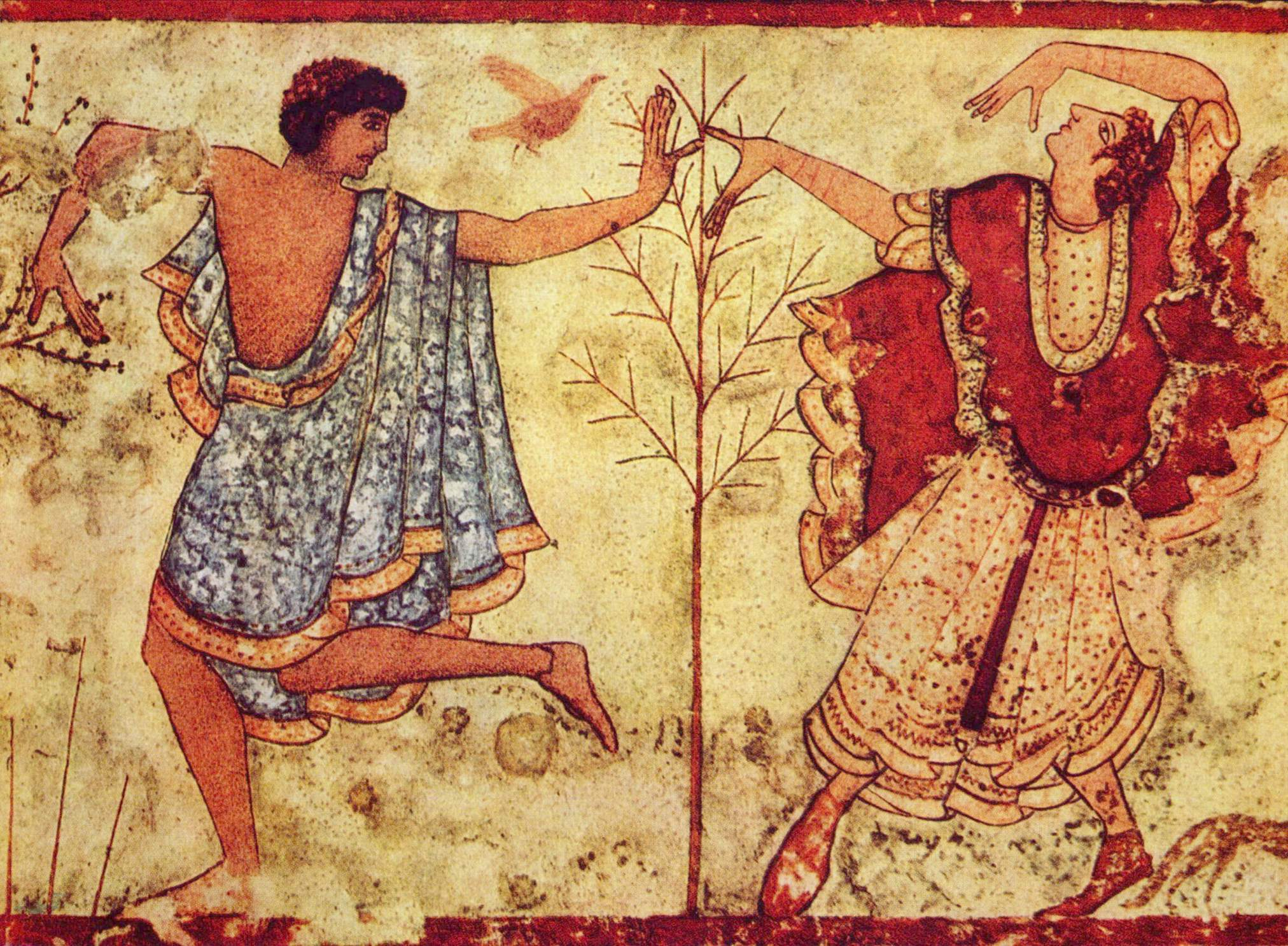
Afresco de sepultura mostrando as alegrias da vida após a morte. Tomba del Triclinio,, necrópole de Monterozzi (Tarquínia)

Arqueologicamente tangível aqui é primeiro a mudança do usual na cremação vilanovana para a inumação no século VIII a.C. As razões e o significado desta transição não são claros, mas correspondem ao fim da Cultura dos Campos de Urnas comum europeia (1250–750) da Idade do Bronze Médio. Mais informações são fornecidas então pelas necrópoles etruscas, embora com consideráveis restrições sociais à classe alta.
Não sabemos exatamente como era o culto aos mortos original e em que conceitos de vida após a morte ele se baseava. Como as outras áreas da religião, contém, por um lado, ecos próximos das ideias gregas com uma jornada ao mundo inferior―havia até um demônio chamado Charun que servia como capitão de um barco―e uma recepção pelos ancestrais e deuses do submundo; por outro lado, existem muitos traços demonológicos que não são de origem grega. Os Libri acherontici, que descrevem este aspecto, também quase não sobreviveram. Pelo menos em fases posteriores da história etrusca, um verdadeiro culto aos ancestrais não parece ter existido, embora se possa ter acreditado que os espíritos preenchem todo o mundo e acompanham as pessoas, ajudando a determinar suas ações―uma ideia originalmente animista. No entanto, pode-se concluir das representações nas tumbas que os etruscos imaginavam a vida no além como uma existência mais prazerosa e até luxuosa. Parece até que as almas mortas seriam capazes de se transformar em deuses chamados Animales por meio de certos sacrifícios através do consumo de sangue animal, como descrito nos livros aquerônticos perdidos, mas se diz que isso estava sob forte influência órfico-pitagórica. Ainda não está claro se havia julgamento dos mortos, como no Egito, por exemplo. No entanto, havia seres alados que agiam como companheiros dos mortos e carregavam consigo listas dos feitos dos mortos que eram decisivos para sua posição na vida após a morte. No entanto, não está claro se isso estava associado a uma distinção entre bom e mau e os critérios segundo os quais isso era feito.
Havia apenas um pomposo culto aos mortos com cerimônias fúnebres pródigas, apresentações teatrais e jogos de gladiadores, mas dentro da ordem social aristocrática, que se evidencia ter surgido principalmente da necessidade de representação de algumas famílias principescas que podiam pagar e, acima de tudo, queriam exibir sua riqueza e, assim, demonstravam seu alto status social. Isso também se aplica às mulheres, que tinham um status muito livre em casa e em público, de modo que alguns autores como Johann Jakob Bachofen até falaram de um matriarcado no passado, embora fosse mais uma matrifocalidade. No entanto, isso diz pouco sobre as ideias da população normal sobre a vida após a morte. As representações nas necrópoles são consistentemente mundanas, até orgiásticas e contêm, como se diria, o programa pictórico dos cidadãos etruscos educados, em particular a lenda de Eneias, com a qual a ancestralidade mítica dos troianos está associada, como foi também com os romanos posteriores. A intrigante existência da enorme necrópole parece apontar para uma imagem pronunciada e poderosa da vida após a morte, mas não havia culto à múmia, então era realmente apenas um símbolo de status de famílias ricas, como ocorre em outras religiões sem um culto explícito de os mortos, por exemplo no Islã, onde tal coisa é estritamente proibida, mesmo de acordo com a doutrina das "tradições". No entanto, de acordo com Prayon, isso também é incerto, a mobília das tumbas também pode ter tido um efeito sobre o status sobrenatural dos mortos na crença dos etruscos.
Sobre os jogos funerais, foram uma prática etrusca distinta que é amplamente representada em imagens desde o século VI a.C. Supostamente após os banquetes, ocorriam competições, como corridas de cavalos, intensa acrobacia e esportes similares aos dos gregos, como a corrida a pé, mas principalmente eram representadas lutas de boxe. Mas diferente dos jogos gregos, segundo Jean-René Jannot essas performances profissionais demonstram ter propósito religioso, como em revitalizar os mortos por derramamento de sangue, e não por mero espetáculo.

### Vida após a morte
As crenças etruscas a respeito do futuro parecem ser um amálgama de influências. Os etruscos compartilhavam crenças gerais do Mediterrâneo, como a crença egípcia de que a sobrevivência e a prosperidade no futuro dependem do tratamento dos restos mortais do falecido. As tumbas etruscas imitavam estruturas domésticas e eram caracterizadas por espaçosas câmaras, pinturas nas paredes e móveis para sepulturas. Na tumba, especialmente no sarcófago (exemplos mostrados abaixo), havia uma representação do falecido em seu auge, geralmente com um cônjuge. Nem todo mundo tinha um sarcófago; às vezes o falecido era deitado em um banco de pedra. À medida que os etruscos praticavam ritos mistos de inumação e cremação (a proporção depende do período), cinzas e ossos cremados podiam ser colocados em uma urna nas formas de uma casa ou em uma representação do falecido.

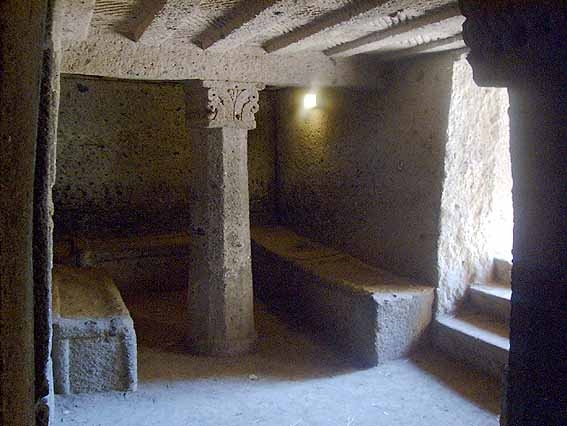
Casa funerária em Banditaccia com sofás
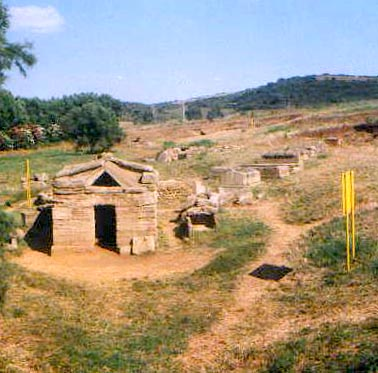
Funerária em Populonia
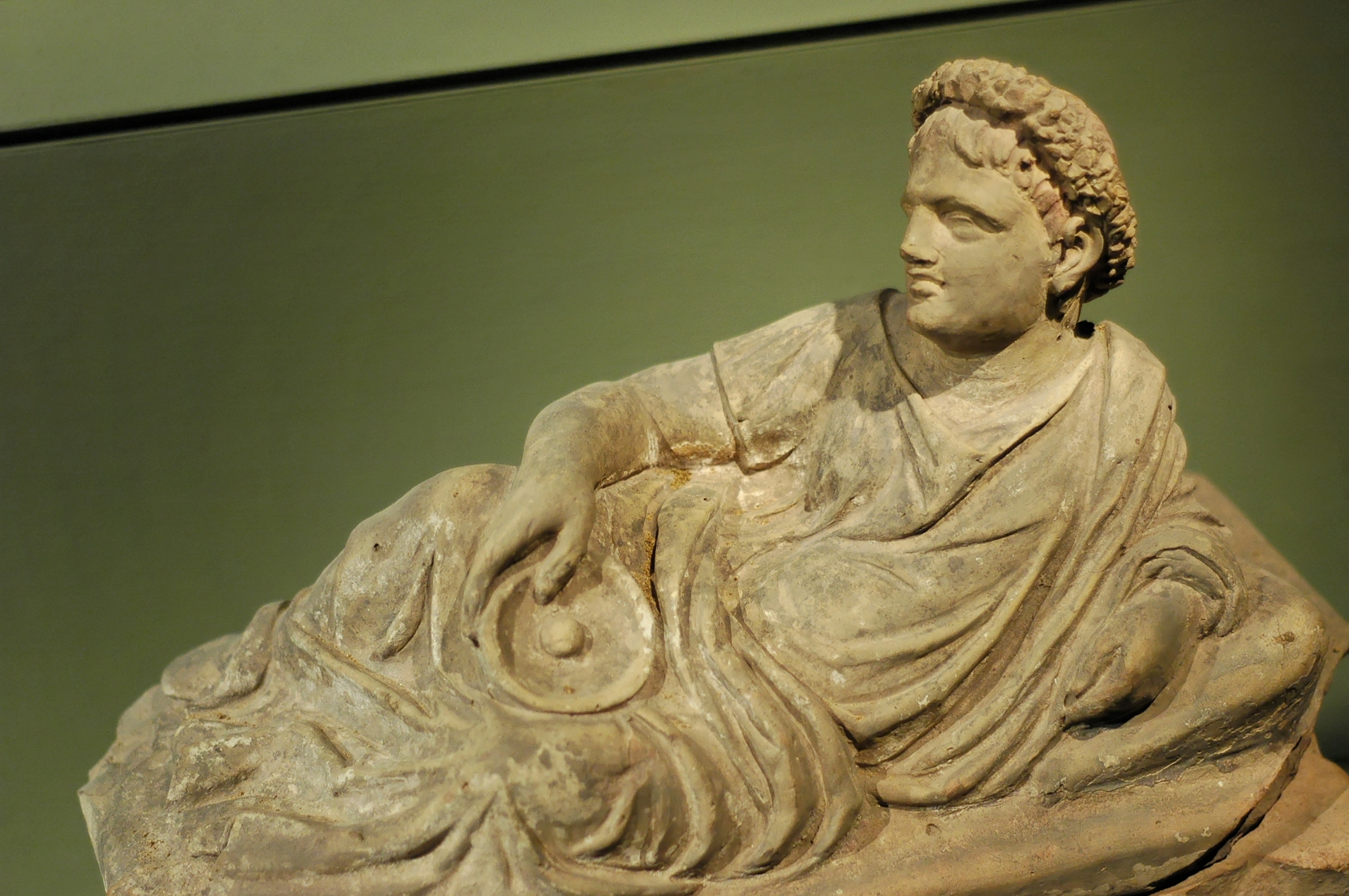
Sarcófago de Siena
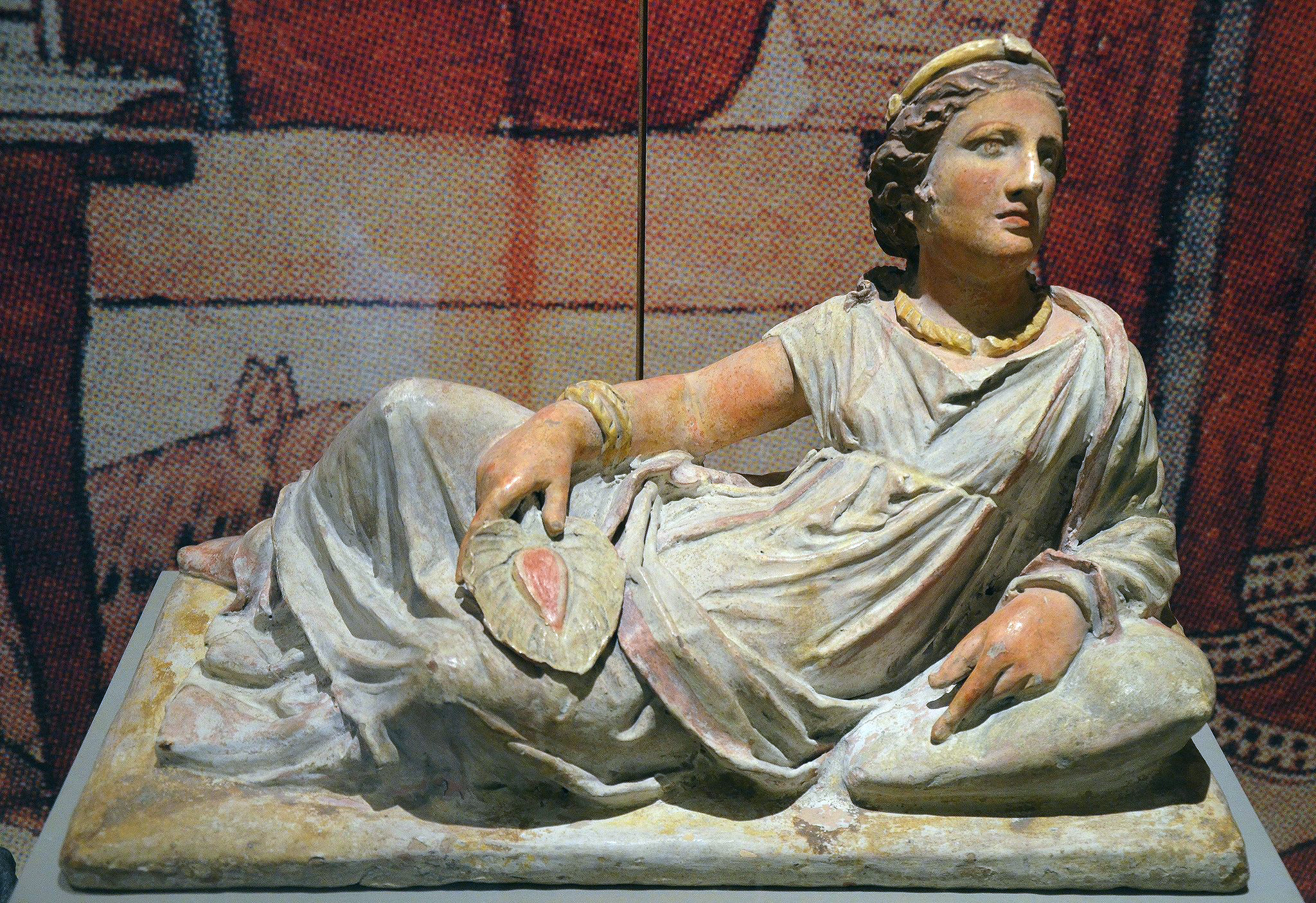
Sarcófago de Chiusi
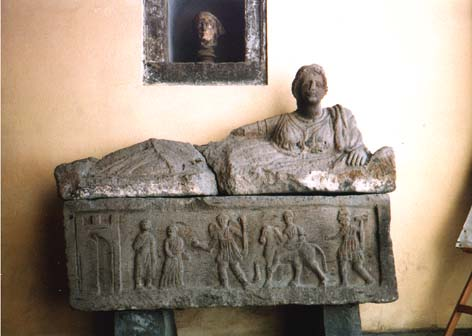
Sarcófago
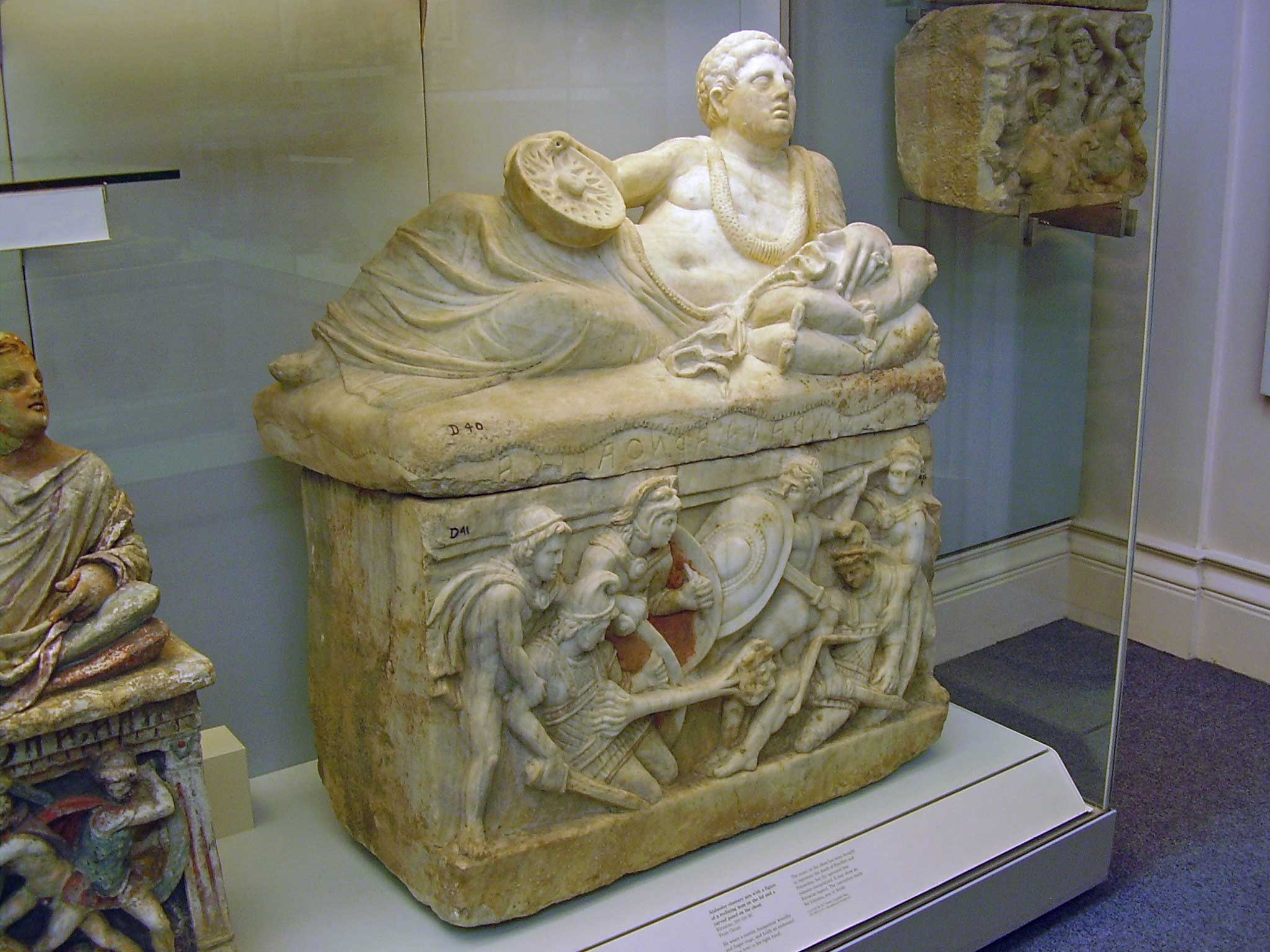
Urna funerária
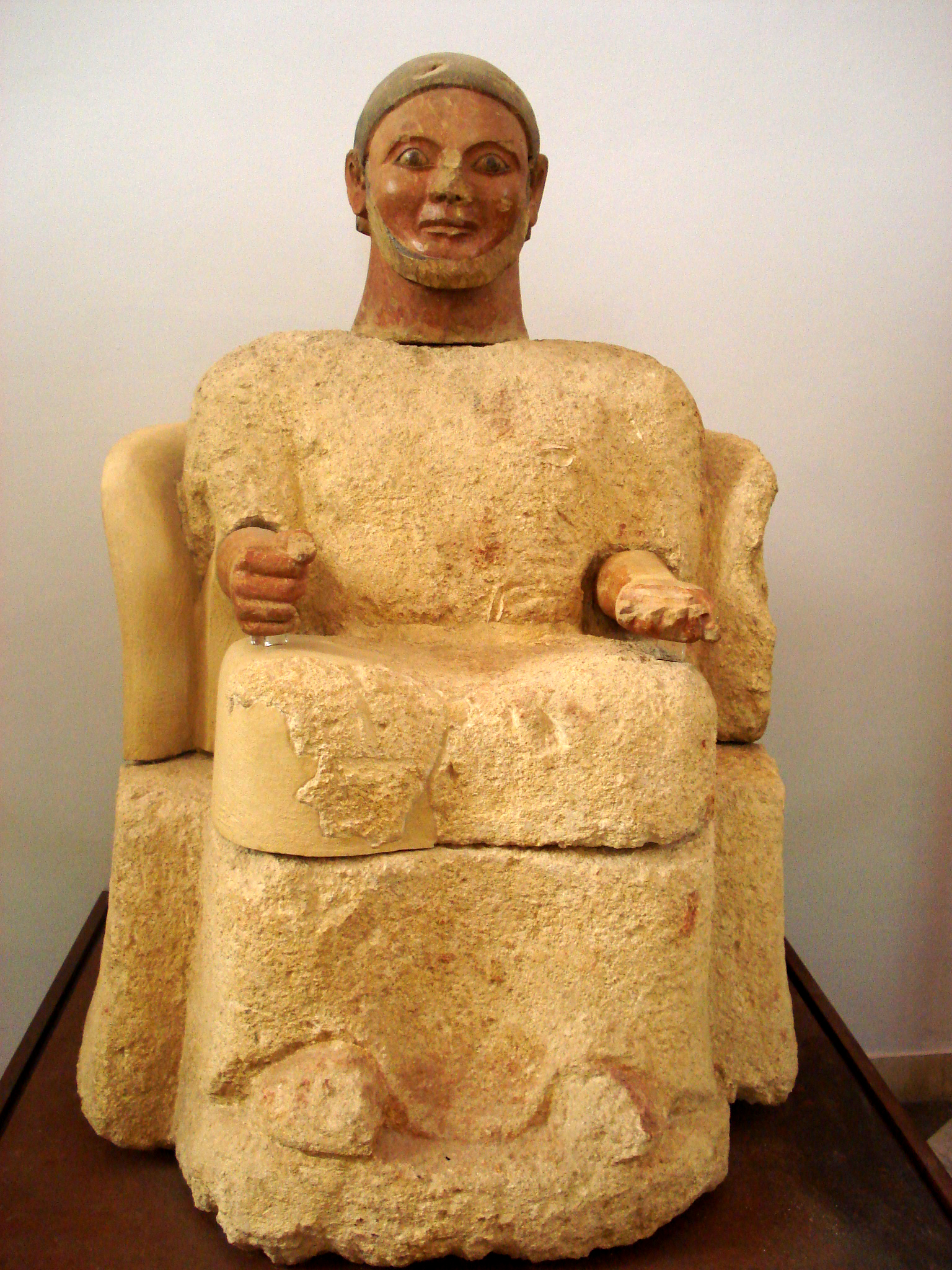
Urna de Chiusi

Além do mundo ainda influenciado pelos assuntos terrestres, havia um mundo transmigracional além da sepultura, modelado após o Hades grego. Era governado por Aita, e o falecido foi guiado lá por Charun, o equivalente à morte, que era azul e usava um martelo. O Hades etrusco era povoado por figuras mitológicas gregas e algumas como Tuchulcha, de aparência composta.

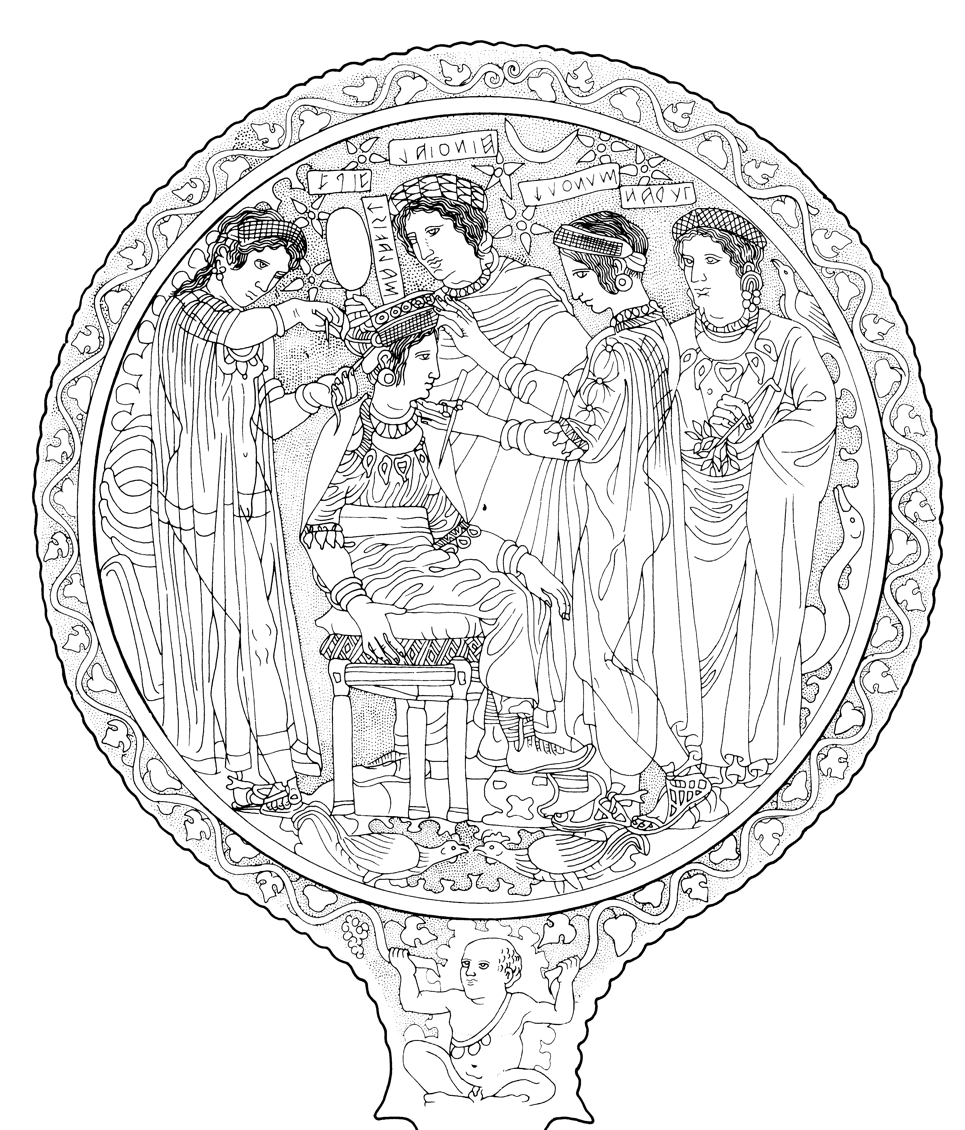
A noiva Malavisch sentada, sendo adornada em um ritual de matrimônio junto ao Círculo de Turan, a deusa do amor. Munthuch à sua frente a enfeita, do etrusco munth, talvez equivalente ao grego kosmos ("ordem", "cosmético", "universo") e ao latim mundus. Ao seu fundo, Hinthial, "a Alma", olha no espelho, como instrumento de adivinhação (catoptromancia), que era feita no casamento. A externalização da alma na leitura da profecia pode sugerir uma crença filosófica que os etruscos tinham sobre ela

O conceito de alma e fantasmas era importante na mitologia etrusca, presente pelo termo hinthial, como visto em tumbas na inscrição dos fantasmas de Tirésias, Pátroclo e Aturmuca. Traduzido como "alma", "sombra" ou "espectro", o próprio termo hinthial era relacionado para "reflexo no espelho", e os espelhos etruscos provavelmente denotam função ritualística de crença na vida após a morte. Durante a vida, a imagem neles projetada era vista como um "duplo", e o mesmo conceito parece se associar após a morte. Isso pode corresponder a crenças egípcias da alma, como o ankh, que fazia parte do nome para espelhos (ankh-en-maa-her, "força vital para ver a face") e que também eram usados nas práticas funerárias, vistos em pinturas e enterrados em tumbas, direcionados à preservação do ka. Os espelhos etruscos dos períodos clássico tardio e helenístico (séculos IV-II a.C.) encontrados enterrados estão com o obverso (parte refletora) visível, voltado para cima, sugerindo alguma significação ritual. Segundo a arqueóloga etruscóloga Nancy Thomson de Grummond:
"o objeto deve ter sido concebido para permitir a passagem ida e volta da alma. ... Se o espelho que continha o hinthial fosse deixado para trás, a alma do falecido poderia continuar a ir e vir entre os mundos superior e inferior. Nem o falecido nem seus parentes encontrariam paz. Este tipo de superstição "reflexão-morte", ... [além disso], pode ser encontrada em culturas de todo o mundo."
No reverso deles, desenhos eram encontrados de figuras divinas como mediadoras relacionadas ao limiar da vida e morte, como símbolos de fertilidade no nascimento/renascimento e da imortalidade; exemplares incluem os gêmeos divinos Tinas Clinar e as chamadas lasas, figuras femininas nuas e aladas associadas à deusa Turan e que eram vistas em espelhos de tumbas de mulheres, como psicopompos. Segundo de Grummond:
"a Lasa alada segurando o frasco e/ou concha de perfume ... deve ter sido feita principalmente com o ritual funerário em mente. A escolha do assunto torna-se compreensível se reconhecermos a importância do adornamento na vida e no pós-morte de uma mulher etrusca. O espírito alado do espelho ia junto ao túmulo como um atendente preparado para ajudar eternamente no adorno que traz a imortalidade".

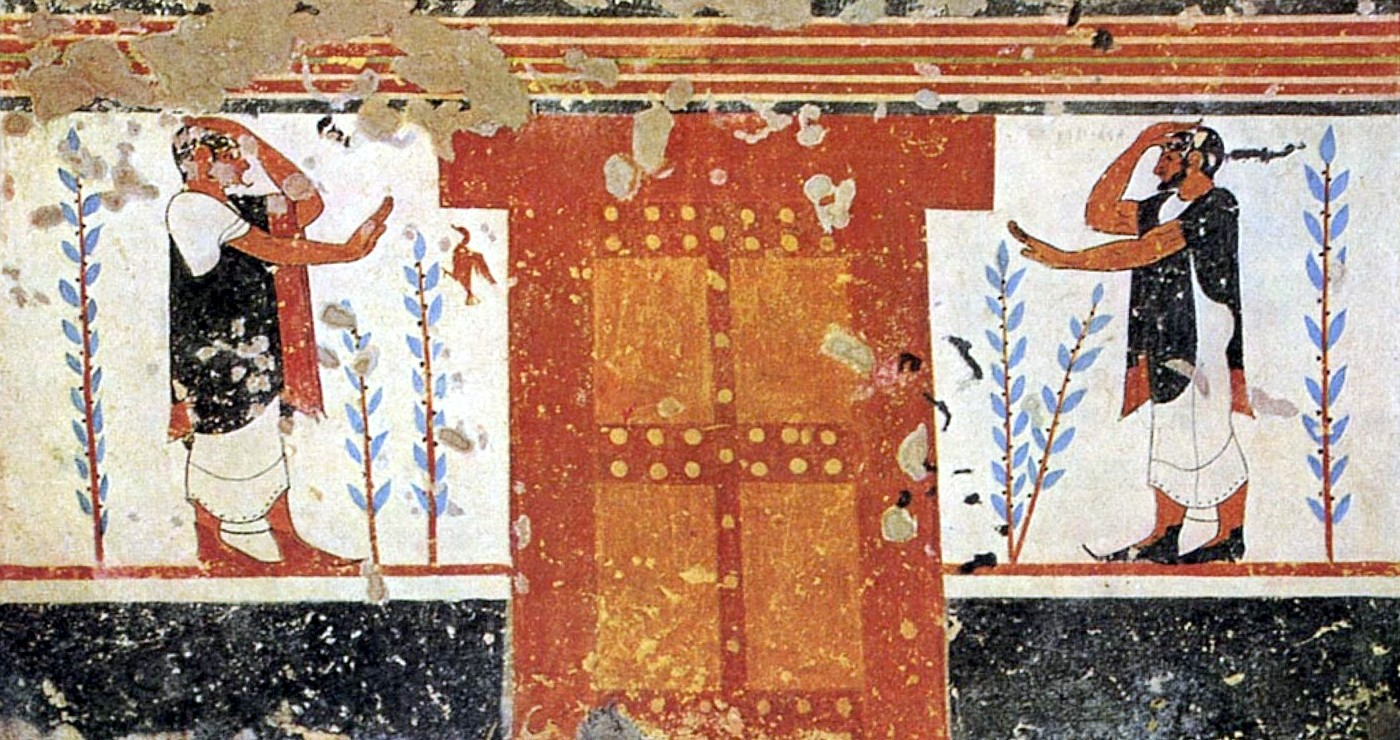
Tumba dos Áugures, século VI a.C. No centro, o portão pregado do submundo

Os etruscos possuíam diversas convenções para representar a alma, algumas adotadas diretamente das práticas gregas de pintura, como pequenas figurinhas de silhueta em um plano do submundo, chamadas de psyche, ou pessoas cobertas com bandagens e um manto ou sudário, Pátroclo e Tirésias; mas os etruscos tinham ainda mais outras convenções do que os gregos para indicar que eram mortos, em suas atividades e atributos. O motivo mais comum é o retrato de uma jornada ao pós-morte, com o falecido caminhando apoiado sobre um cajado nodoso, ou sobre carruagem, cavalgando e até mesmo navegando no mar, onde os desenhos mostram enfrentamentos de monstros marinhos. Aparece por vezes figurada também a entrada do submundo como uma grande porta pregada com cravos, e ao lado podem aparecer representações de diversos Charus segurando martelos ou Vanth, como guardiães maus ou protetores, além de outras figuras adotadas do Hades grego. Mas antes desses elementos absorvidos, as representações mais antigas em pinturas de tumbas, como as do século VI e V a.C. em Tarquínia, são de um motivo de banquete da felicidade, com pessoas em festim e dança, tal como os parentes faziam ao celebrar os mortos (o que deixou indícios de comidas e utensílios nas sepulturas). Essas figuras talvez indiquem um pós-vida feliz.

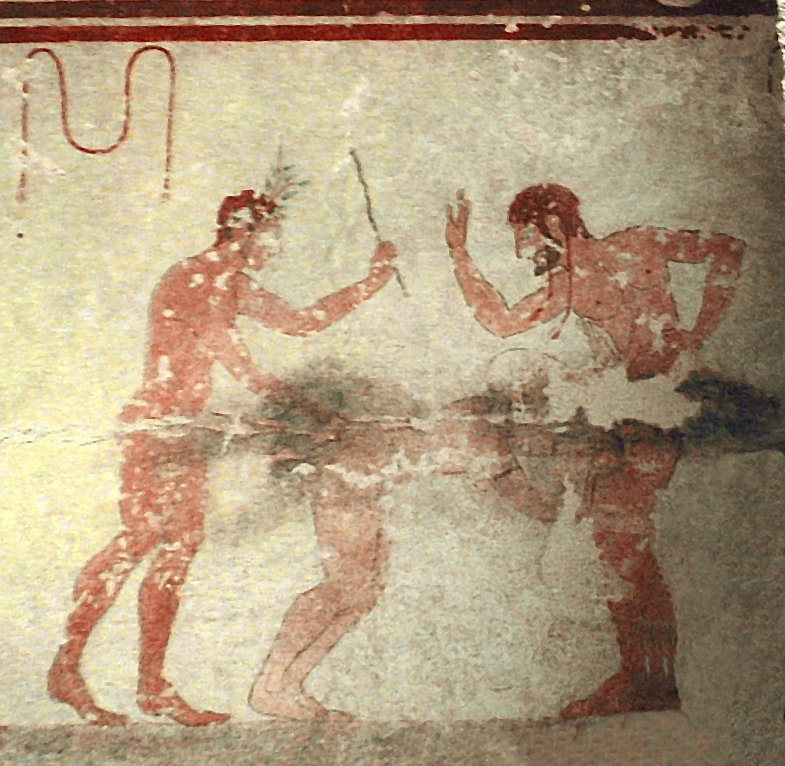
Tumba da Fustigação, século V a.C. Cenas orgiásticas podem ter representado uma atividade ritual de liminaridade emocional compatível à daquele espaço de vivos e mortos

Há indícios para a existência de um ritual de sacrifício de sangue em que seu derramamento era destinado à deificação e imortalização das almas dos mortos. Em relatos tardios do século III, Arnóbio diz: "prometem isso nos Livros Aquerônticos da Etrúria, que pelo sangue de certos animais, as almas divinas se tornam dotadas de certos espíritos numinosos e se afastam das leis da mortalidade”; e Sérvio: “há certos ritos pelos quais os humanos almas são transformadas em deuses. ... estes são os deuses chamados Penates e Viales [ou seja, das Encruzilhadas]." Nessa elevação dos finados mortais a Penates equivale também o nome di animales.
Um motivo de um desenho tão luxuoso da necrópole parece bastante antigo: o medo de que os mortos voltem para os vivos. Para evitar que isso acontecesse, eles deveriam ter um ambiente no qual quisessem ficar e não pensar em atormentar os vivos, conceito oriental muito antigo que já prevalecia na Mesopotâmia. Principalmente a partir do século IV a.C., quando os etruscos perderam todo o poder político, suas representações da vida após a morte também mostram cenários de terror que aparentemente refletem um medo crescente da vida após a morte.
Na ciência, entretanto, a opinião também é de que existem paralelos com o culto egípcio aos mortos, porque a representação dos vivos sobre os sarcófagos é uma das características mais conhecidas dos costumes etruscos para os mortos. De acordo com isso, como no Egito, os vivos teriam que fazer sacrifícios para garantir que os mortos estivessem bem no além, combinado com a ideia de que o falecido também poderia retornar a este mundo. Consequentemente, o túmulo não seria apenas um local de sepultamento, mas também um altar monumental. Em geral, esta manifestação múltipla, em que há o rural com o aristocrático, o grego com o originalmente italiano, o local com o posterior romano, é particularmente típica da religião etrusca.

### Arte sacra e arquitetura

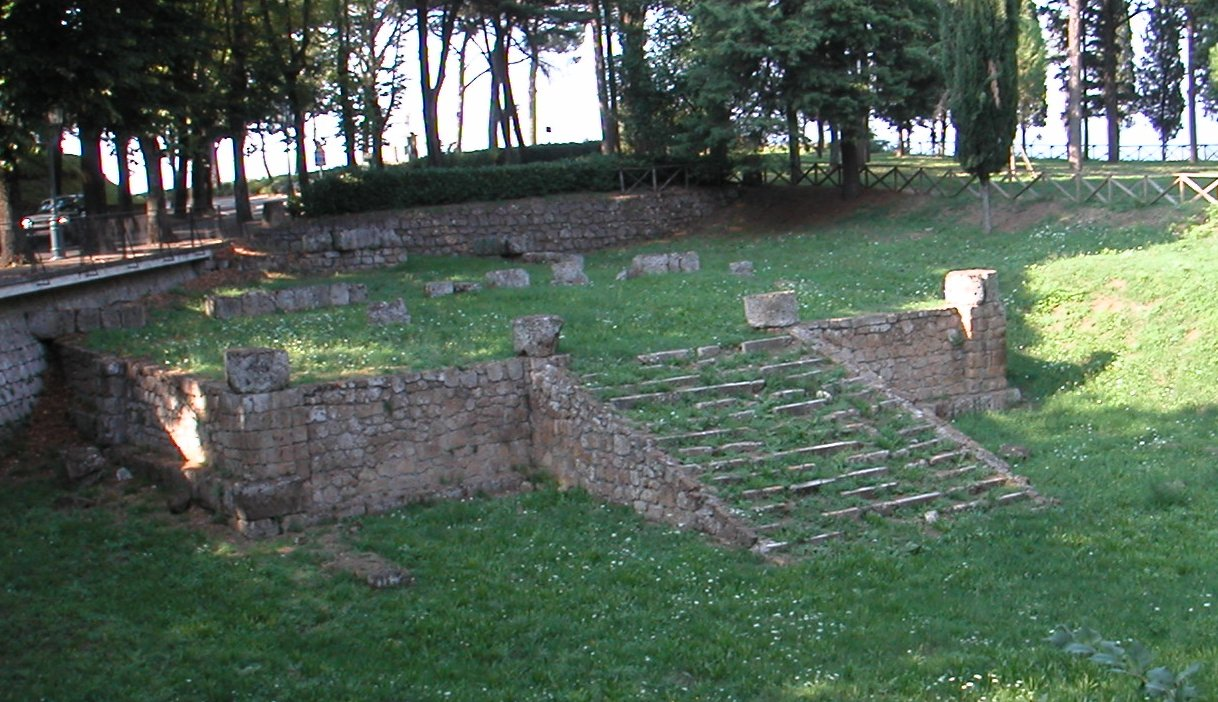
Raro fanu etrusco localizado em Orvieto

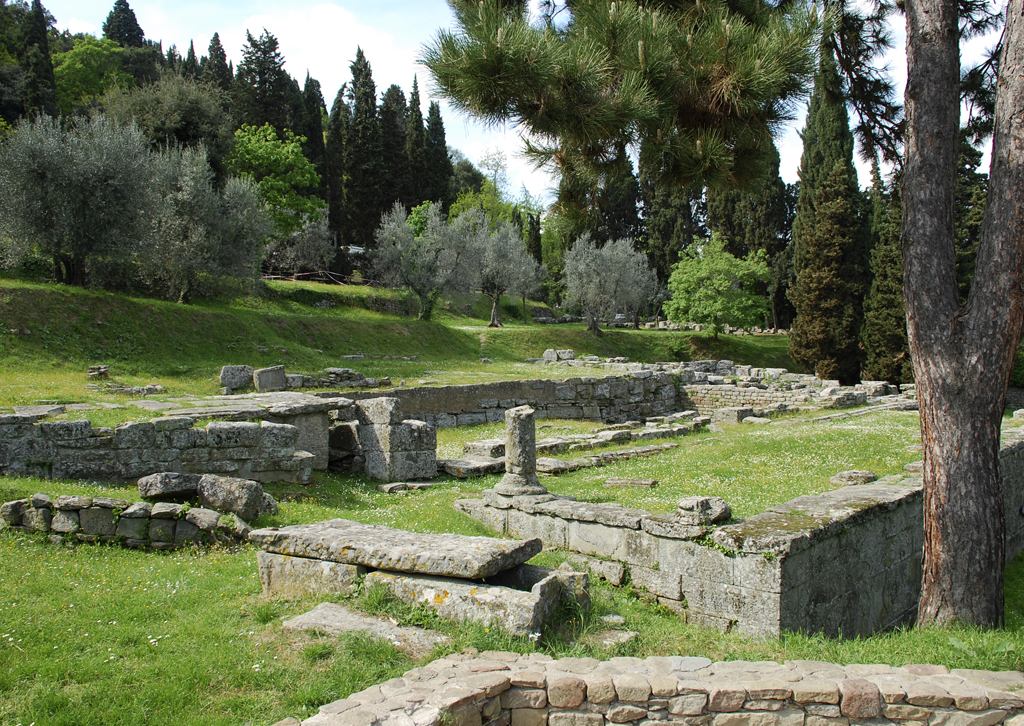
Restos de templos etruscos em Fiesole; reconhece-se a incorporação típica na natureza e na paisagem

Na religião etrusca, a natureza como tal, ou seja, bosques, rios, lagos, etc., tinha um significado cúltico especial semelhante ao dos celtas e eslavos, mas em geral já encontrado nas religiões neolíticas. Isso se conclui a partir dos achados às vezes muito extensos de ofertas votivas em tais lugares, que são vistos como um sinal da piedade particularmente pronunciada da população rural. São imagens de deuses feitas de barro ou bronze, mas também figuras que aparentemente representam os suplicantes ou simplesmente crentes. Também há representações frequentes de partes individuais do corpo, como pode ser encontrado em outras religiões até os nossos dias para cultos de cura. Conclui-se disso que esses cultos de cura foram provavelmente o resultado de numerosos lagos contendo minérios e enxofre e, às vezes, fontes termais no centro da Itália vulcânica, cujos poderes de cura ainda são usados hoje. Por exemplo, em um desses lagos, o agora seco Lago Falterona a 1400m altitude, no norte da Etrúria, depósitos foram encontrados com cerca de 2.000 dessas oferendas votivas, incluindo 500 estatuetas de bronze.
Edifícios elaborados, que geralmente são templos, basicamente não eram absolutamente necessários, no máximo após o surgimento das cidades etruscas e suas necessidades específicas no contexto de sociedades cada vez mais estratificadas. Havia também baixa durabilidade desses templos devido aos materiais de construção efêmeros.

#### Arquitetura
Fundamentos

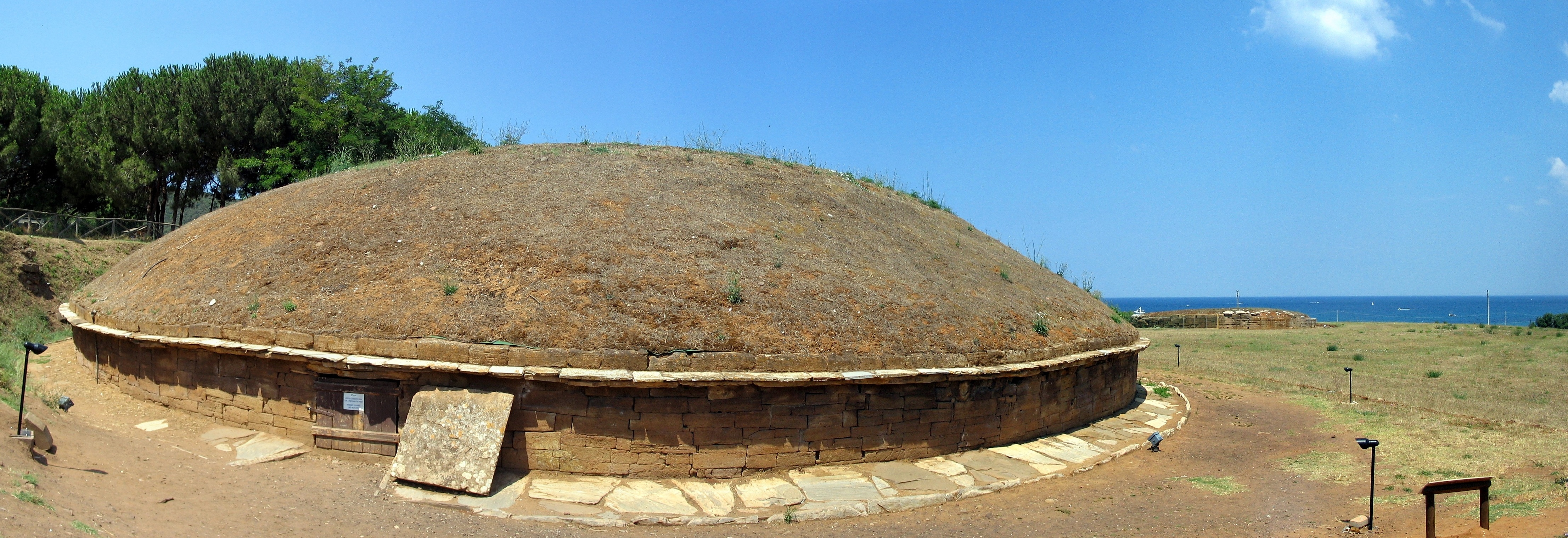
Túmulo etrusco "tomba dei carri" (foram encontrados dois carros de guerra nele) perto de Populônia

Dos templos etruscos e santuários religiosos, além dos vestígios arqueológicos, quase nada sobreviveu, exceto as fundações, apenas por causa da construção não muito durável. Somente as necrópoles fornecem informações aqui, mas são de valor informativo limitado devido à referida restrição à classe alta. As plantas baixas da construção da casa etrusca dão pistas, assim como a arquitetura do templo romano, que deve muito à arquitetura etrusca altamente desenvolvida, que conhecia e dominava tanto a abóbada em arco real quanto a parede feita de silhares talhados. O átrio da casa romana também se baseia neste modelo.

Forma básica do templo etrusco

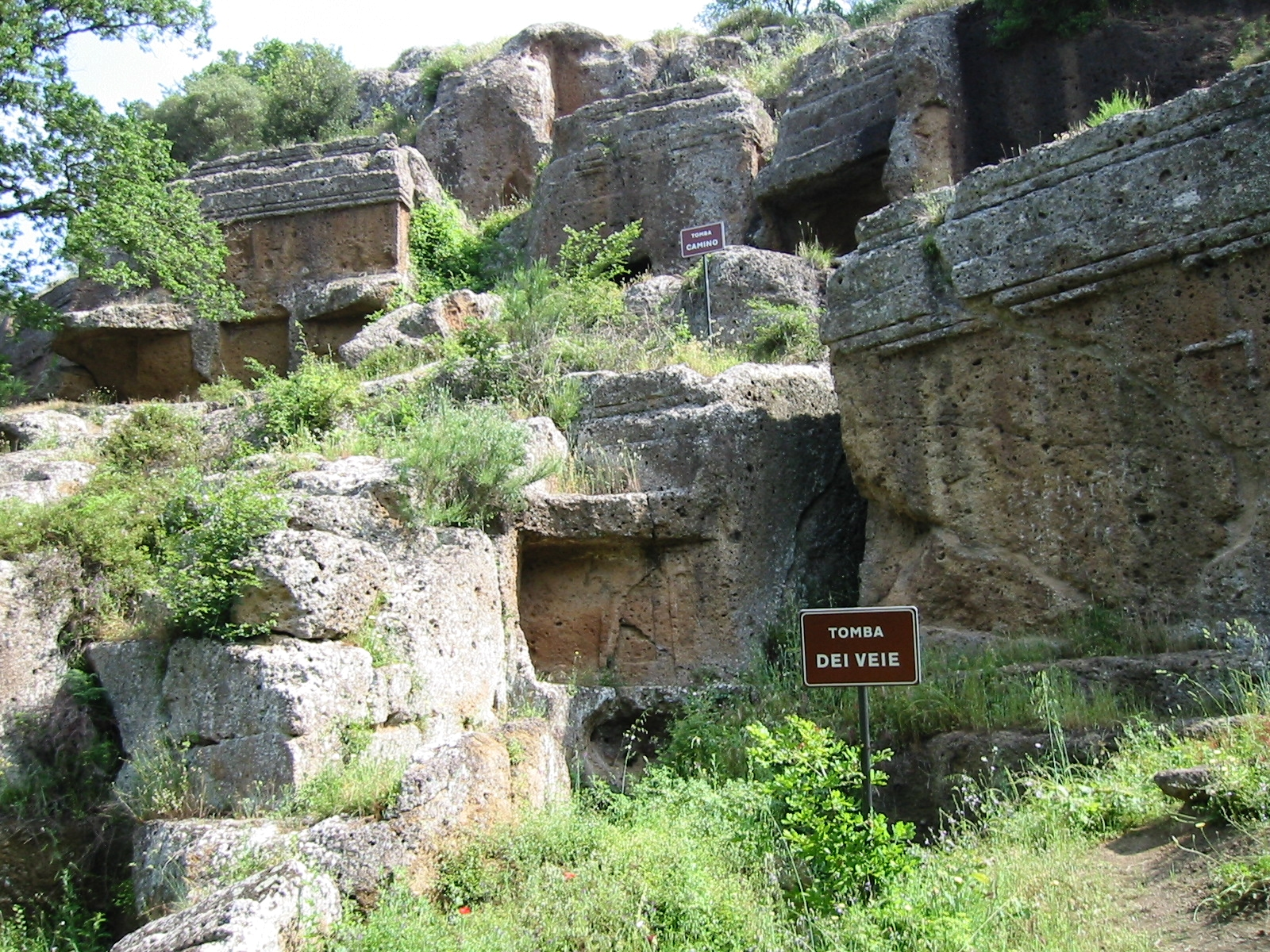
Tumbas escavadas no tufo da necrópole de Norchia, perto de Viterbo

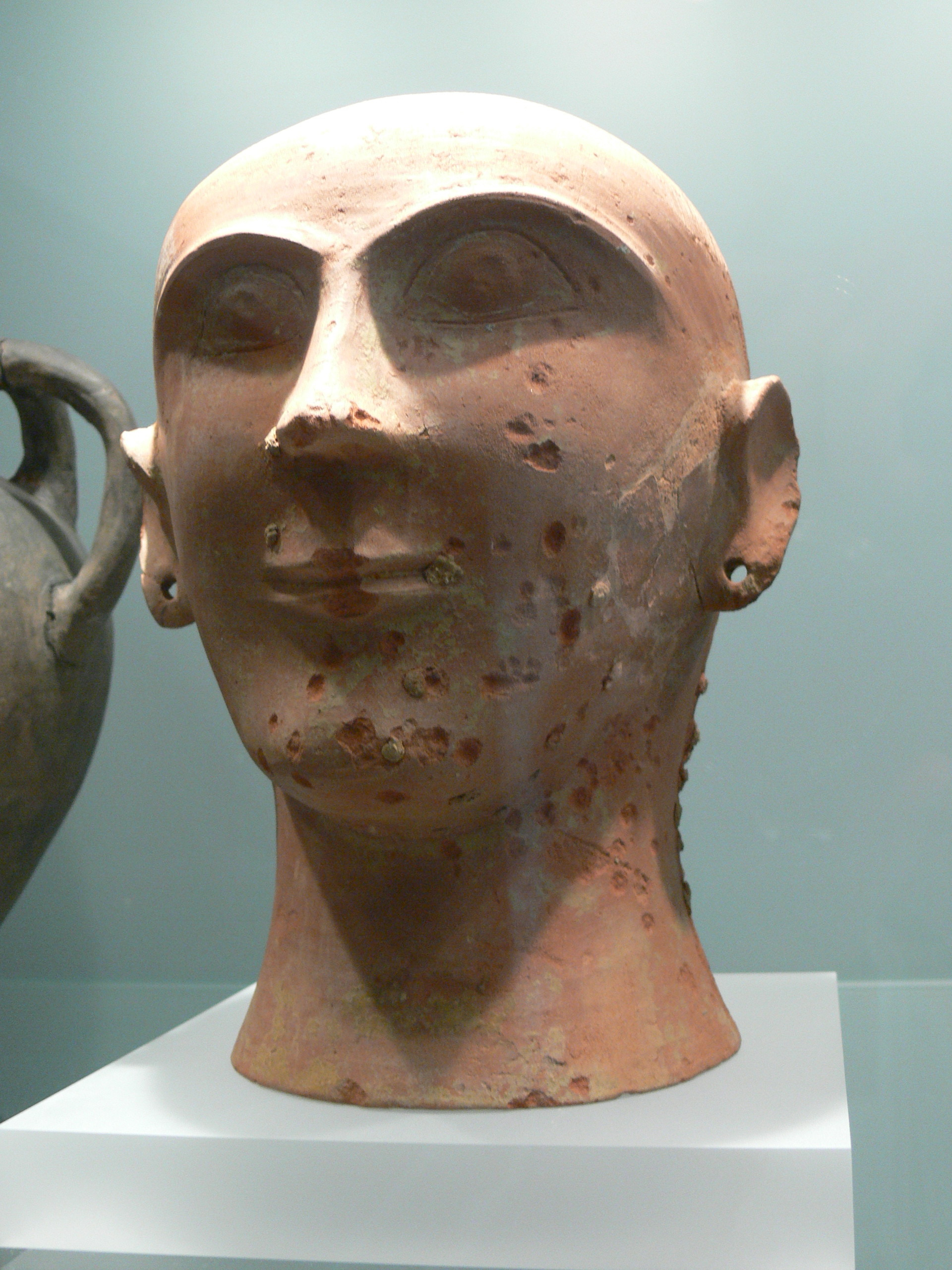
Ny Carlsberg Glyptotek, Copenhagen; Urna etrusca em formato de cabeça

Naturalmente e relativamente cedo, a arte grega desempenhou um papel essencial no desenvolvimento da arte etrusca. Isso é especialmente verdadeiro para a arte plástica.
Templo
Um templum (significado original: círculo de observação, do latim temperare = englobar, medir) era inicialmente nada mais do que um espaço ao ar livre (locus afferatus), que era delimitado pelos áugures por meio de certas fórmulas e consagrado a um divindade para um propósito específico. Mesmo quando havia edifícios de templos, os crentes provavelmente sempre se reuniam em frente ao templo. Esta câmara abria apenas para um lado, aquele que os áugures observavam. Tais construções simples ou tendas, erguidas posteriormente, eram retangulares, como os lugares consagrados nos edifícios residenciais. O significado templum foi posteriormente transferido para o próprio edifício, que também era chamado de aedes.
Os templos etruscos eram pequenos, projetados para se parecerem com fachadas e originalmente não continham estátuas de culto na cela (isso é controverso devido à falta de evidências, e as estátuas de culto eram inicialmente feitas de argila e, portanto, dificilmente são preservadas). No entanto, várias estatuetas votivas menores foram encontradas. Que isso deve ter sido diferente mais tarde, pode ser visto no enorme butim de supostamente 2.000 estátuas que M. Fúlvio Flaco saqueou do Fano de Voltumna (Fanum Voltumnae) em 264 a.C., quando caiu em suas mãos.
Os próprios templos eram construídos de madeira e lajes de argila queimadas até o período final, ficavam em uma base alta de pedra e sustentavam um telhado de duas águas plano e amplo feito de tijolos com um comprimento lateral de 30m ou menos. Por razões religiosas, a pedra parece ter sido evitada na arquitetura do templo, além da base, e a terracota era a preferida. A planta baixa era quase toda quadrada e corresponde aproximadamente aos primeiros templos gregos, eles sempre foram dispostos ao longo de um eixo norte-sul. Os tipos de construção não diferiam das casas particulares. Havia apenas um lance de escada no estreito lado sul. A partir do século VI a.C., há figuras de terracota como decorações externas, frisos, etc.
Em sua parte frontal, o templo compreendia um grande pronau que se estendia até a parede da cela, e na parte traseira um edifício de cela, que geralmente era dividido em três partes por paredes divisórias, sendo a cela do meio mais larga. É possível que a trindade mais alta dos deuses etruscos sempre tenha sido adorada: Uni (Juno), Tinia (Júpiter) e Menerva (Minerva), em que Tinia recebia mais espaço devido à sua posição no meio. No entanto, a função das duas salas do flanco ainda não é clara nos dias de hoje e também pode ser devido à preferência dos etruscos por uma tríade de salas, como pode ser verificado especialmente a partir do século VI a.C. também encontrada em suas casas e necrópoles. Os romanos também adotaram esse padrão "toscano", como descreve Vitrúvio. O pronau era formado criando-se um grande vestíbulo na extensão das paredes da cela com quatro fileiras de colunas, cujas fileiras do meio eram mais largas do que a cela principal. O templo recebia assim um eixo central contínuo e uma orientação direcional acentuada baseada no sistema cósmico, que falta no templo grego, por exemplo, bem como uma frente acentuada devido à parede posterior fechada. Essa forma básica também se tornou decisiva para os templos romanos. Fachada, entablamento, cume e borda do telhado eram uma peculiaridade etrusca, ricamente decorados com figuras e ornamentos de terracota pintados, o pesado telhado era coberto com telhas pintadas de cores vivas feitas do mesmo material que também era usado para painéis decorativos e frisos, provavelmente para proteger a estrutura de madeira das intempéries em especial. Além das colunas toscanas lisas, baixas e, devido à construção em madeira leve, amplamente espaçadas, há formas dóricas, jônicas e mistas.
Que havia altares e sacrifícios é conhecido por ilustrações em vasos etc. e pelas descrições dos Libri por autores romanos, mas se esses altares estavam nos templos e onde, no entanto, é incerto. Apenas dois sobreviveram que foram recentemente escavados do Fano de Voltumna redescoberto. As mesas com os bens nas próprias sepulturas, no entanto, provavelmente não eram altares. Os templos dos etruscos, como praticamente todos os templos da antiguidade e as civilizações avançadas antes deles, também eram coloridos e não tão brancos quanto as ruínas de antigos templos ou museus se apresentam a nós hoje.
A estrutura "canônica" de tripla cela não era universal, entretanto, e podia ter variações de acordo com cultos locais. Porém segundo a arqueóloga etruscóloga Jean MacIntosh Turfa, a orientação e posição do templo era determinada pela Etrusca disciplina, com alinhamento de estruturas como o prédio, altares e tumbas voltado ao assento celeste da divindade padroeira, entre os 16 segmentos.

#### Tumbas e sua arte
A arte etrusca que podemos desenvolver é acima de tudo uma arte mortuária. Nos séculos VIII e VII a.C., as cinzas dos mortos eram sepultadas em urnas em forma de casa feitas de barro ou metal ou em vasos cinerários com figuras (chamados, apesar de inadequadamente, de "urnas canópicas"). Naquela época, porém, mais e mais enterros de corpos começaram a prevalecer no lugar da cremação. O sepultamento dos mortos ocorreu em túmulos de poço (tumba em fossa), que foram fechadas com uma coroa em forma de telhado de casa. Posteriormente, túmulos de círculo de pedra com adições valiosas tornaram-se comuns. Já existem então túmulos tolo ricamente decorados, edifícios abobadados, como os conhecemos principalmente em Micenas.
A partir desses primórdios, a necrópole mais tarde se desenvolveu como túmulos semelhantes a apartamentos com câmaras (as mais conhecidas são as de Cerveteri) e câmaras funerárias escavadas em tufo macio, cujos bens mortuários muitas vezes eram importados e apontam para uma ampla rede de comércio, como os aliados dos etruscos, os fenícios, mantinham, e alcançava para além dos Alpes, onde numerosos objetos da Etrúria, como vasos, etc. foram encontrados. As necrópoles variam muito de cidade para cidade. No interior, por exemplo perto de Nórcia, túmulos de pedra com fachadas eram preferidos, mais ao norte as instalações foram construídas principalmente acima do solo. Tarquinia, por sua vez, é famosa por seus afrescos particularmente ricos. Existem também sepulturas cúbicas em camadas.
Esses enterros cada vez mais elaborados com sarcófagos feitos de argila ou pedra em cômodos magnificamente projetados que imitam o interior de uma casa, muitas vezes com a fachada de um templo na frente, gradualmente resultaram em uma arte extraordinariamente diversa com plástica, relevos, pinturas de parede, vasos, joias e utensílios, que representam vários estilos de arte e nos quais, em termos de conteúdo, além de cenas profanas luxuosas, até eróticas, aparecem sobretudo sagas e deuses gregos, incluindo representações da Ilíada e da Odisseia de Homero. No entanto, muitos desses objetos, especialmente os vasos, foram claramente importados em massa da Grécia ou feitos por artesãos gregos na Etrúria, como mostram as semelhanças com os santuários gregos na região.
Em última análise, foi assim que as necrópoles surgiram fora das grandes cidades etruscas, e seu conteúdo provavelmente nos dará informações hoje sobre os pensamentos religiosos desse povo enigmático, pelo menos os pensamentos da classe dominante, embora também contenham túmulos de poço simples ao lado dos magníficos edifícios dos aristocratas. Em contraste com os egípcios, que acreditavam que a alma vagava livremente, os etruscos aparentemente viam a tumba como o lar do corpo e da alma. Existem também semelhanças com os costumes funerários fenícios. Quando se trata de traços ctônicos, as pessoas gostam de se referir a Malta e à Sicília.
Os dromoi (entradas) dos túmulos eram alinhados com a região cósmica noroeste, associada aos deuses do submundo.
De particular importância, não apenas por seu grande efeito sobre os romanos, foi a escultura especificamente etrusca, especialmente a escultura dos sarcófagos de barro, em cuja tampa os mortos, na maioria homens e mulheres, eram representados lado a lado como em uma cama, muitas vezes com um sorriso enigmático no rosto. A metade inferior do corpo é geralmente apenas sugerida e se aparenta como colapsada. Em contraste, a parte superior do corpo se endireita e as cabeças grandes são bastante pessoais, semelhantes aos bustos dos mortos na urna de cinzas. A arte romana do retrato tem suas origens aqui. As figuras de frontão dos templos representam uma forma especial de escultura, por exemplo, o chamado Apolo de Veios. O exemplo mais conhecido de escultura etrusca, o chamado Loba Capitolina (os meninos abaixo dela são um ingrediente da Renascença), foi por muito tempo intimamente relacionado à mitologia etrusca como um símbolo de Roma. Recentemente, alguns estudos de datação apontaram que ela seria um produto da Idade Média, porém os dados de termoluminescência foram controversos e ainda não há consenso sobre uma datação revisada. Em uma conferência sobre o assunto, a maioria dos estudiosos defenderam uma origem antiga etrusca para a peça da loba.

#### Literatura religiosa
A tradição, que já era muito esparsa na época dos romanos, não permite mais declarações sobre suas origens espirituais e suas ideias religiosas, apesar dos 13 000 textos curtos transmitidos entre o século VIII a.C. e o I d.C. Uma variante grega adotada de Cumas é legível e o conteúdo é amplamente compreendido. A maioria dos textos registrados em sarcófagos, urnas, tijolos, paredes e ofertas de consagração contém quase exclusivamente nomes e formulações estereotipadas e, ocasionalmente, contratos. Mesmo as poucas inscrições bilíngues gregas e fenícias sobreviventes e as glosas em fontes latinas não conduzem aqui, e os poucos textos mais longos ainda são incompreensíveis, de modo que o fundo mítico-religioso permanece intrigante deste ponto de vista.